# Université de Strasbourg
Cet article concerne l'Université de Strasbourg. Pour les pages sur les trois universités créées en 1970 et réunifiées, voir université Strasbourg I, université Strasbourg II et université Strasbourg III.
L’université de Strasbourg (en abrégé Unistra) est une université pluridisciplinaire de recherche française située à Strasbourg en Alsace.
Elle compte près de 56 875 étudiants (dont 20 % d’étudiants internationaux, faisant d’elle une université très ouverte à l’international) et 2 091 enseignants et enseignants-chercheurs répartis au sein de 35 facultés, écoles, instituts (unités de formation et de recherche) et 71 laboratoires (unités de recherche).
Parmi les anciens étudiants et enseignants que compte l'université, 18 ont obtenu un prix Nobel et un enseignant a obtenu la médaille Fields.
Elle est membre de plusieurs réseaux universitaires en Europe tel qu'Eucor – Le Campus européen, la Ligue européenne des universités de recherche, le réseau d'Utrecht ou encore de Udice depuis sa création.

## Histoire

### La première université de Strasbourg (1538-1971)
La genèse de l'université de Strasbourg remonte à la création du Gymnase Jean-Sturm en 1538. Le Gymnase fut promu au rang d’Académie en 1566, sous l’empereur Maximilien II, puis devint université en 1621, sous l'empereur Ferdinand II. L'université passa sous le contrôle du royaume de France en 1681 en même temps que la ville de Strasbourg. Le reste de son histoire est marquée par une interruption durant la Révolution française, l'annexion de l'Alsace-Lorraine par l'Empire allemand (1871-1918) et sa transformation en Kaiser-Wilhelm-Universität Straßburg, puis le retour à la France en 1919.
Durant la Seconde Guerre mondiale elle dut se replier sur Clermont-Ferrand, et des étudiants et professeurs qui rejoignirent la Résistance ainsi que des étudiants Juifs et étrangers furent arrêtés et déportés. C'est pour ces raisons que l'université est la seule université française à s'être vue décerner la médaille de la Résistance française. Mais le lien avec l'université du Reich de Strasbourg reste fort (40 % des médecins étaient d’origine alsacienne, et un quart d'entre eux collaboraient  avec le régime nazi).
Au lendemain de la guerre elle revint à Strasbourg puis fut scindée, en 1971, en trois universités spécialisées (université Strasbourg-I, université Strasbourg-II et université Strasbourg-III) après les événements de Mai 68.

### L'université réunifiée (depuis 2009)
L'université est officiellement réunifiée le 1er janvier 2009. Elle fait partie des premières universités françaises à accéder à l'autonomie et est aussi l'une des premières à se doter d'une fondation, la Fondation Université de Strasbourg.
En 2011, elle figure parmi les trois premiers lauréats des initiatives d’excellence (IDEX).

## Histoire détaillée

### L'université sous l'Ancien Régime

#### La Réforme et la création du Gymnase

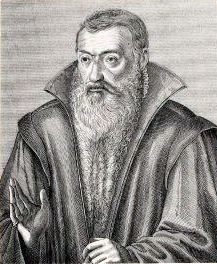
Johannes Sturm, le fondateur du Gymnase.
Portrait par Jacob van der Heyden d'après Tobias Stimmer.

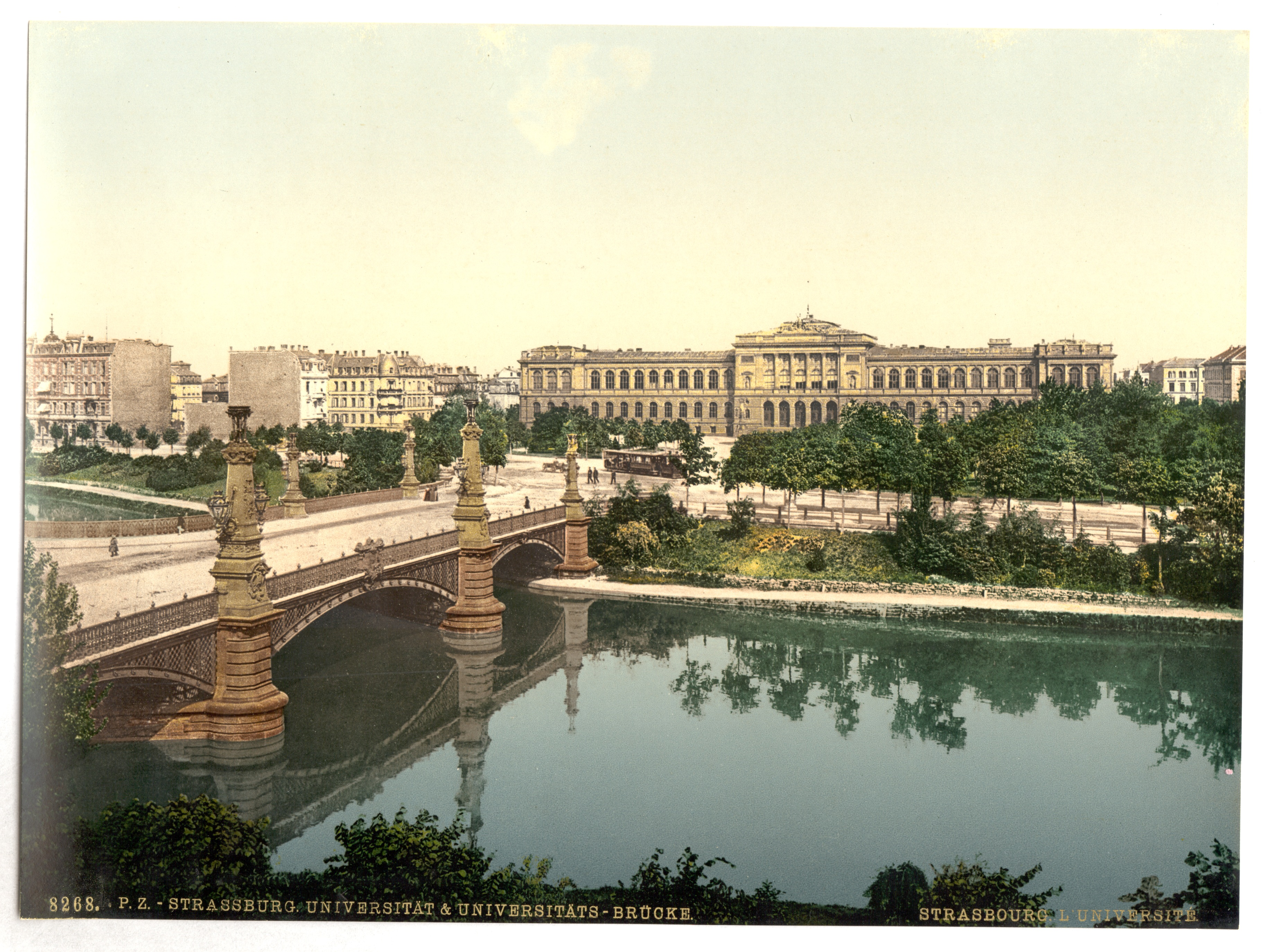
Le Palais universitaire en 1900, vu du quai Koch.

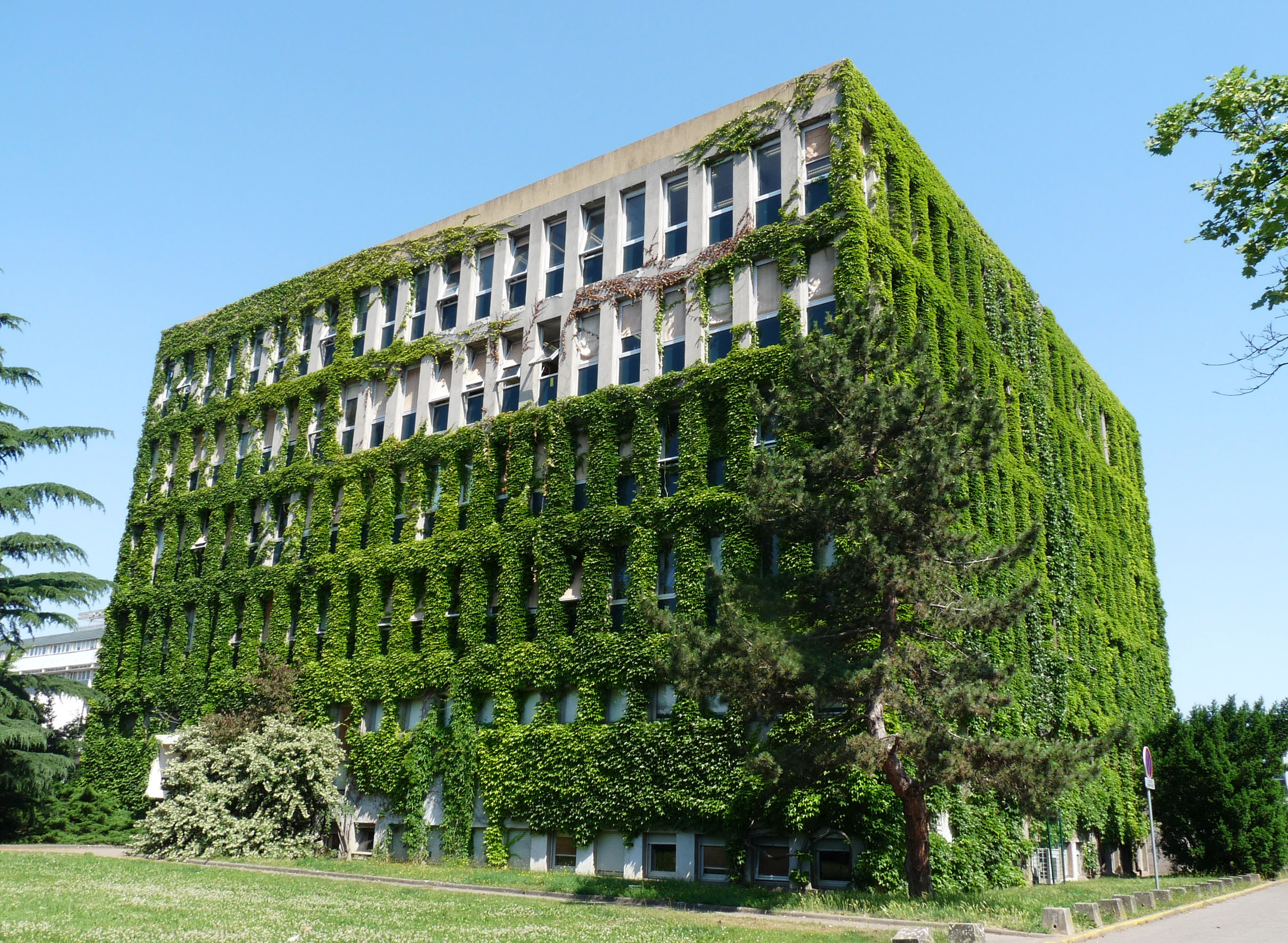
L'Institut de biologie moléculaire et cellulaire sur le campus central de Strasbourg.

L'origine de l'université de Strasbourg remonte à l’époque de la Réforme protestante, celle-ci gagna Strasbourg au XVIe siècle et la ville libre d’Empire fut alors convertie au protestantisme. L'adoption de la Réforme en 1525 puis du protestantisme en 1532, entraîna la sécularisation des biens de l'Église catholique ainsi qu'une réforme de l'enseignement par les autorités de la ville libre. L'appel de Luther réclamant l'« ouverture d'écoles latines et grecques » ainsi que la disponibilité des biens sécularisés pousse le gouvernement strasbourgeois, appelé « Magistrat » à ouvrir trois écoles en 1528. Les deux premières étaient destinées à l'enseignement secondaire, l'une était située au sein de l'Église Saint-Pierre-le-Vieux, la seconde dans un vieux couvent des Carmélites. Enfin la dernière, destinée à l'enseignement supérieur et située dans un ancien couvent des Dominicains, abordait dans ses hautes classes les études littéraires et théologiques. Les écoles étaient indépendante l'une de l'autre et très vite cette organisation de l'enseignement fut remise en cause, étant jugée imparfaite par le Magistrat. Celui-ci par le biais du Stettmeister Jacques Sturm (premier magistrat de la ville libre) et de Martin Bucer, tous deux réformateurs protestants, fait appel à son homonyme Johannes Sturm, enseignant au Collège de France pour mener à bien l’ouverture d'une « Haute École » par la fusion des établissements existant,. Arrivé à Strasbourg en janvier 1536, Johannes Sturm visita les écoles de la ville et fit des observations sur lesquelles il bâtit le plan et le programme d'étude du futur établissement. Pour cela il se servit comme modèle du Gymnase de Liège où il avait été élevé.
Le Gymnase (Gymnasium en allemand) fut alors créé le 22 mars 1538 et Johannes Sturm en devint le recteur. C'était à la fois un établissement secondaire et une faculté des arts dans laquelle on étudiait les humanités gréco-latines, la théologie protestante les sciences et la philosophie. Ainsi Jean Calvin, après son séjour à Strasbourg où il fut enseignant au Gymnase, s'inspira des méthodes de Sturm dans son académie Genevoise. Le Gymnase fut organisé en deux grandes sections. La première comportait d'abord neuf puis dix classes (une par année d'étude), elle accueillait les enfants à partir de l'âge de six ans et correspondant à l'enseignement primaire et secondaire. La division supérieure, accueillait les étudiants durant quatre ans et été consacrée à l'enseignement supérieur. En division supérieur, étaient enseignés la philosophie, les « langues anciennes », l'histoire et les sciences (dont la médecine) pour terminer soit par la théologie protestante, soit par l'étude du droit, désigné par « jurisprudence ». L'allemand qui était devenue avec la réforme de Luther une langue religieuse servait de langue d'enseignement dans les huis premières années d'études. Le latin qui fut longtemps la seule langue d'enseignement reprenait son rôle dans les dernières années. Le Gymnase était contrôlé par le Magistrat, une commission de trois membres assurait sa surveillance, formé par un « chancelier », choisi parmi les anciens Stettmeistres et deux « Scholarques », dont l'un était choisis parmi les anciens Ammeisters, et le second désigné parmi les membres libres du Conseil des Treize,.

#### La transformation du Gymnase
Le Gymnase connut rapidement un vif succès, la réputation de l'établissement et de ses nouvelles méthodes pédagogiques ainsi que de son recteur qualifié de « nouveau Cicéron » s’étendit dès lors à travers toute l’Europe. Ce succès attira de nombreux étudiants, « un grand nombre de jeunes gens étrangers à l'Alsace» vinrent étudier à Strasbourg. L'établissement compta même plus d'élèves que l'Université de Bâle. Mais très vite le Gymnase trouva ses limites, les élèves des divisions supérieurs ne pouvant prendre leurs grades. Les étudiants qui désiraient les obtenir devaient se présenter devant une université, généralement située dans une cité voisine, non loin de Strasbourg. La plupart des étudiants se rendaient à Bâle ou Tübingen et y passaient souvent une année, afin de se préparer aux épreuves universitaires. Très vite beaucoup d'étudiants émigrèrent vers d'autres universités. Le 6 mai 1566 dans un rapport remis au Magistrat, Johannes Sturm va proposer pour pallier ce problème qu'une promotion publique des élèves de troisième année soit faite chaque année à Pâques s'ils continuaient en seconde année. « Ceux qui persévéreraient ainsi deux ans dans l'étude de la dialectique et de la rhétorique, qui seraient aptes à discuter avec science et habileté, seraient honorés par grâce spéciale du grade de bachelier ». En plus de cette proposition, Sturm milita pour que le Magistrat de la ville demande l'érection du Gymnase en université auprès de l’empereur Maximilien II. Mais le gouvernement de la ville se limita à demander l'érection d'une Académie, seulement doté d'une faculté de philosophie « pleine et entière ». Lors de la diète d'Augsbourg de 1566 une requête de la ville fut présentée à l'empereur, qui signa, le 30 mai 1566 des lettres patentes élevant le Gymnase au rang d'Académie. Lui conférant ainsi tous les privilèges associés.
L'Académie protestante eut dès lors le droit de former des bacheliers et des licenciés (maîtres ès Arts) et Sturm en fut nommé recteur à vie, pour le récompenser des services qu'il avait rendus à la ville. Dès lors deux établissements se côtoyaient, le premier accueillant les enseignements primaires et secondaires et le second, l'Académie protestante, accueillant l'enseignement supérieur. La direction de l'établissement resta aux mains des « Scholarques » de la ville, son inspection et sa surveillance furent confiées à trois inspecteurs nommés Visitatores. Un Conseil académique (Conventus academicus) réunissant les professeurs, les « scholarques » et les « visiteurs » se tenait chaque mois. L'étudiant admis à l'Académie suit pendant quatre ans les cours de la faculté de philosophie (Facultas philosophica) qui ne se limitaient pas à la philosophie, on y étudiait également les sciences et les lettres. Il obtenait à la fin de sa troisième année, le grade de Bachelier en philosophie (Prima Laurea ou Baccalaureatus philosophicum), puis à la fin de sa quatrième année celui de docteur en philosophie (Secundo Laurea, Magister artium liberalium ou Doctoratus philosophicum) qui lui permettait de choisir les cours de la faculté de droit, de la faculté de médecine ou de la faculté de théologie. Les cours en faculté duraient deux ans et étaient soutenus par une thèse donnant lieu au grade de Bachelier ou Magister. Les grades de licencié ou de docteur n'étant conférés que par les universités, les étudiants des facultés de droit, médecine et théologie devaient les obtenir dans une université étrangère, celles de Bâle accueillant un grand nombre des candidats. La transformation du Gymnase en Académie lui permit de disposer de quatre facultés, même si une seule avait le privilège de distribuer les grades supérieurs. En plus de cette transformation, l'Académie devint propriétaire, à sa création en 1566 de la Bibliothèque du Séminaire Protestant. Celle-ci avait été créée en 1531 par le Stettmeister, Jacques Sturm et financée par la ville. Elle fut par la suite alimentée par de nombreux legs dont une partie de la bibliothèque personnelle de Johannes Sturm,.

#### L'université sous le Saint-Empire romain germanique
Le 7 décembre 1581, Sturm fut relevé de ses fonctions, après avoir permis à l'Académie de rayonner en Europe. En effet Strasbourg accueillait grâce à lui de nombreux étudiants européens. Cependant les mêmes problèmes qui virent la création de l'Académie poussèrent à demander la création d'une université. La faculté de philosophie, seule réelle faculté de l'Académie, était de fait la seule à pouvoir conférer les grades. Les étudiants en médecine, théologie et droit quittaient donc l'Académie pour recevoir leurs grades dans une université. Le Magistrat de la ville ne voyait pas d'un bon œil la constitution d'une université juridiquement distincte et dont le contrôle par la ville n'était pas « entier ». Il changea malgré tout d'avis, voyant dans l'afflux d'étudiants, une source de revenus pour la bourgeoisie de la ville. Une demande fut donc faite à l'empereur Rodolphe II lors de la Diète de Ratisbonne en 1594. Ce dernier accepta que seuls les professeurs de droits et de médecines (en plus des professeurs de philosophie) puisse conférer les grades supérieurs, mais partisan de la Contre-Réforme il ne donna pas ce privilège aux professeurs de théologie. Dans le but de ne pas heurter leurs collègues, les professeurs de droit et de médecine décidèrent de ne pas user de ce privilège.
En 1596, la visite de l'archiduc Matthias à Strasbourg permit d'appuyer à nouveau la demande, et en 1597 l'arrivée d'un commissaire impérial envoyé pour inspecter l'Académie fut l'occasion d'une nouvelle requête. L'empereur accepta d'accorder le même privilège aux théologiens à condition que les étudiants de la discipline jurent « d'observer la paix religieuse » de 1555. Ce à quoi furent opposés les professeurs. Les conflits entre protestants et catholiques n'aidèrent pas la ville à obtenir gain de cause. Il fallut attendre 1621 et l'accord entre la ville de Strasbourg et Ferdinand II, par lequel la ville renonce à participer à la guerre de Trente Ans qui venait d'éclater trois ans plus tôt, en échange de quoi elle obtint une université complète. Elle put dès lors former des docteurs et le Gymnase donna alors naissance à deux établissements distincts : une université et un établissement secondaire conservant le nom de Gymnase. Le 14 août 1621, l'université est solennellement inaugurée et son administration fut confiée à un Conseil académique composé d'un Chancelier, de deux « Scholarques » nommés à vie, de deux assesseurs choisis pour deux ans, du recteur, de quatre doyens désignés pour six mois et des professeurs titulaires.
Deux ans avant son élévation au rang d'université, en 1619, est inauguré un jardin botanique par des professeurs en médecine, l'enseignement de la botanique servant aux préparations pharmaceutiques. Ce premier jardin se situait dans le quartier strasbourgeois de la Krutenau . La Bibliothèque du Séminaire Protestant rattachée à l'Académie et qui depuis avait acquis et reçu de nombreux ouvrages et bibliothèques personnelles, devient la Bibliothèque de l'Université. Le développement de l'université se poursuit, ainsi Johann Albrecht Sebiz devient le premier titulaire de la chaire d’anatomie et de botanique, créé en 1652 au sein de la faculté de médecine. La ville de Strasbourg, sous son impulsion dote la faculté d'un théâtre anatomique, en 1670. Le théâtre était situé pour des raisons pratiques, dans la chapelle sécularisée Saint-Erhard, adjacente à l'hôpital civil, ce dernier fournissant les cadavres. La fin du XVIIe siècle verra aussi la création du premier observatoire astronomique de l'université, qui s'installe au sommet de la Porte de l'Hôpital.

#### L'université sous le royaume de France
À la suite des traités de Westphalie (1648), l'Alsace fut peu à peu intégrée au royaume de France et en 1681 les troupes du Roi Soleil s'emparèrent de Strasbourg ; l’université devint alors française. L’annexion n’eut pas trop d’impacts sur le fonctionnement et l’organisation de l’université, ainsi Louis XIV dans l’article 4 de la capitulation de la ville permit à l’université de conserver ses « privilèges et sa constitution ». C'est dans ce même acte qu'il imposa, tout comme au Magistrat, la présence d'un représentant du roi au sein de l'administration de l'université. De plus, dans des lettres patentes du 21 mai 1685, Louis XIV décide de mettre en place un « préteur royal » (« praetor regius Argentoratensis »), il explique ce choix en disant être « informé de la réputation que l'université établie dans la ville de Strasbourg s'est acquise depuis un très long temps » et en voulant « prendre le même soin de ladite université que des autres de son royaume afin de la rendre d'autant plus florissante ». Ce sera le seul changement important apporté par le roi. Le préteur eut pour mission, conjointement avec le Magistrat, de « s'employer au rétablissement et maintien des droits », de veiller et contrôler les « privilèges et immunités » et d'administrer les biens et revenus de l’université.
Sous l'Ancien Régime, la question de la religion importait plus que celle de la langue et les Alsaciens étaient considérés comme des « sujets allemands du roi ». Les tensions liées à l'annexion de la ville résultèrent donc de la préoccupation du roi à faire revenir la population strasbourgeoise au catholicisme, celui-ci cherchant à « empêcher d'accroître l'hérésie de Luther en Alsace ». C'est dans ce but qu'il créa, en 1685, un collège jésuite devant concurrencer le gymnase protestant. Ces actions entrainèrent la venue d'une population catholique, qui fut peu à peu amenée à demander les mêmes droits à siéger au Magistrat, alors exclusivement composé de réformés. Louis XIV, partisan de la Contre-Réforme imposa donc au Magistrat d'accueillir des membres catholiques, ce dernier fut alors partagé égalitairement entre les deux confessions. Le roi continua son action en décidant, en 1701 de fusionner le collège jésuite strasbourgeois avec un collège jésuite de la région, situé à Molsheim. Ce dernier qui avait été érigé, en 1617 en université par une bulle pontificale du pape Paul V devint la seconde université confessionnelle de la ville. L'université catholique qui était seulement formée de deux facultés, l'une formant aux arts libéraux et l’autre à la théologie catholique ne connut pas la réussite de son aîné. C'est une des raisons qui poussa les catholiques, en 1751 à demander que « l'alternative entre les deux religions soit à l'avenir observée » au sein de l'université luthérienne, comme elle l'était au Magistrat. Cette demande n'aboutit pas, les protestants défendirent leurs droits en se basant entre autres sur les traités de Westphalie et l'acte de capitulation de 1681.

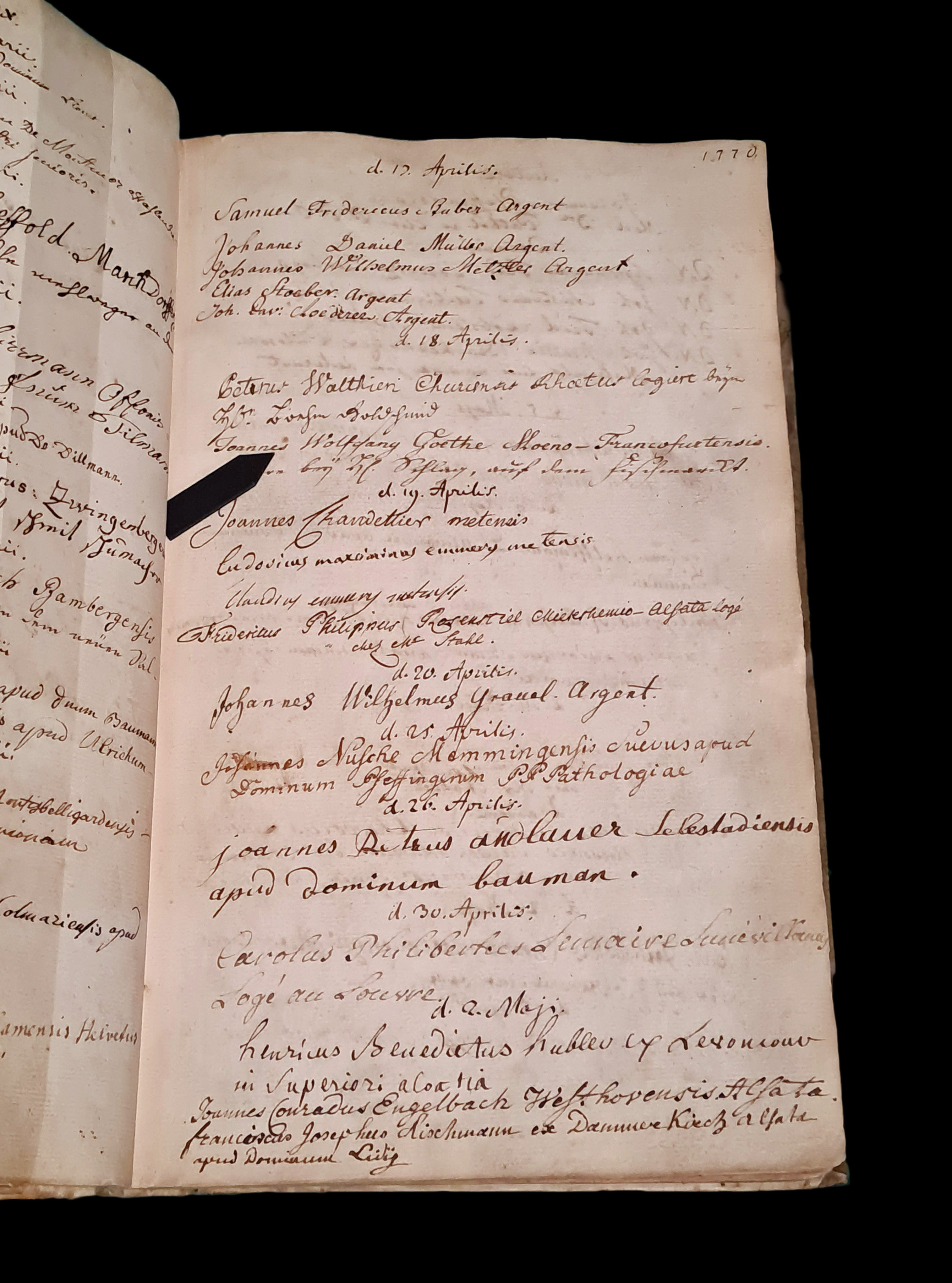
Le nom de Goethe figurant dans le registre de l'université en 1770.

En dépit de ces tensions et d'un nombre limité de professeurs pour l'époque, l'université et ses quatre facultés connut un important développement au XVIIIe siècle. En 1728 Jean-Jacques Fried créa une école d'accouchement destinée aux élèves de la faculté de médecine. Un cabinet d'histoire naturelle est lui constitué à partir de 1768 par Jean Hermann, professeur entre autres d'histoire naturelle médicale à la faculté de médecine et directeur du jardin botanique de l'université. En plus de ses collections comprenant plus de 1 000 animaux « naturalisés », ainsi qu'un herbier, Hermann constituera une bibliothèque de plus de 12 000 volumes. Jean-Daniel Schoepflin l'un des précurseurs de la méthode historique moderne, enseignera l'histoire et l'éloquence latine à l'université. À sa mort en 1771, il légua une importante collection d'ouvrages à la bibliothèque de l'université. Le français ayant été introduit il y a moins d'un siècle, les cours étaient majoritairement dispensés en allemand et bien sûr toujours en latin. C'est pourquoi l'université accueillait encore des étudiants germanophones éminents. Tel que Metternich ou Goethe qui y étudia le droit entre 1770 et 1771 après que son père eut jugé qu'il passait trop de temps à Leipzig dans l'Auerbachs Keller, une fameuse taverne de la ville. Ce dernier eut, entre autres, comme professeurs, Schoepflin en histoire et le juriste et homme politique alsacien, Christophe-Guillaume Koch. Les élèves étrangers étaient attirés par le cosmopolitisme de l'université où en plus de parler le français et l'allemand, était aussi enseigné l'anglais depuis 1760. Ainsi peu avant les évènements révolutionnaires elle accueille encore de nombreux étudiants de toute l'Europe et de toutes confessions. Et de 1785 à 1787 « 125 étudiants appartenant à des contrées éloignées » passèrent entre ses murs, dont « 23 Anglais et Écossais, 2 Espagnols, 17 Allemands, Flamands et Autrichiens, 3 Italiens, 11 Danois et Suédois, 5 Polonais et Courlandais, 44 Russes et Livoniens ». Entre 1789 et 1790 beaucoup d'étudiants quittèrent la ville à la suite des évènements révolutionnaires, le chiffre des inscriptions chuta de 182 étudiants à 83.
Lors de la Révolution française, les institutions de l'Ancien Régime étaient mal vues et l'université luthérienne fut rapidement fermée. Grâce à deux décrets de la Convention nationale, l'université luthérienne a pu espérer pendant un temps être maintenue. Mais en 1793 elle fut supprimée alors que les enseignements secondaires du Gymnase furent eux définitivement maintenus. L'année suivante, grâce à Jean-François Ehrmann, député alsacien à la Convention nationale et « aux mérites » de la faculté de médecine de l'ancienne université, la ville de Strasbourg obtint l'ouverture d'une des trois « écoles spéciales de santé » créées par le décret du 16 frimaire an III (4 décembre 1794). Jean Hermann, professeur à l'ancienne faculté y fut nommé au poste de « professeur de botanique et de matière médicale ». La ville accueillera aussi l'une des écoles centrales qui furent créées par les révolutionnaires (loi du 3 brumaire an IV) dans le but de remplacer l'enseignement des collèges et universités.

### L'université auXIXesiècle

#### Les facultés françaises
Sous le Consulat, les écoles centrales sont supprimées par la loi du loi du 11 floréal an X (1er mai 1802) et remplacées, pour les plus importantes, par des lycées. Strasbourg se retrouve sans son université, mais celle-ci n'avait pas complètement disparu. En effet une Académie protestante avait perduré durant la Révolution, devenant en 1803, le « Séminaire protestant » grâce à la reconnaissance officielle du protestantisme par le concordat. Cette même année, le Premier Consul transforme les écoles de santé en « École de médecine » et crée trois « Écoles de pharmacie » dans les trois villes accueillant déjà une école de médecine à Paris, Montpellier et donc Strasbourg. L'implantation des deux écoles avait un but essentiellement politique et militaire, l'armée napoléonienne avait en effet souffert lors des différentes campagnes du typhus, de la peste et du paludisme, elle devait trouver à Strasbourg, ville frontière des soins adaptés. Un an plus tard, en 1804, la ville obtint l'une des douze écoles de droit et le maire de Strasbourg et frère de Jean Hermann, Jean-Jacques Hermann est nommé doyen de l'école. Les anciens professeurs de l'université enseignaient toujours dans les différentes écoles de la ville dont celles de médecine, pharmacie et droit. Christophe-Guillaume Koch recteur de l'ancienne université en 1787 retourna à l'enseignement au sein de l'école de droit après avoir été membre de l'Assemblée nationale, sous la révolution et du Tribunat. La plupart des professeurs restaient membres du « Séminaire protestant » héritier de l'université où l'on enseignait toujours la théologie protestante.
L'Université renaît sous une forme centralisée, au cours du Premier Empire. Le décret du 17 mars 1808 fixe le l'organisation de l'université, le texte prévoit qu'elle soit chargée de l'ensemble de l'enseignement, du primaire au supérieur. Les écoles de droit et de médecine sont érigées en facultés auxquelles on joignit les facultés des lettres et des sciences, puis une faculté de théologie protestante, issue du séminaire. Strasbourg est alors dotée d'une académie complète qui s'organise sur les départements du Bas-Rhin et du Haut-Rhin. Cette organisation héritée du régime napoléonien va perdurer sans changements majeurs malgré la chute de l'empereur. Parallèlement, le Gymnase, qui de nos jours est connu sous le nom de Gymnase Jean-Sturm, devient un lycée en 1828. L'université de Strasbourg va connaître une nouvelle période de prospérité. Elle accueille une nouvelle fois d'éminents étudiants et professeurs, ainsi le chirurgien Jean Lobstein qui y obtint la première chaire d'anatomie pathologique créée en France, fut à l'origine de la découverte de la maladie des os de verre, aussi appelée syndrome de Lobstein. Sa fonction l'amènera à gérer les collections du théâtre anatomique exposées au public. Celles-ci seront fortement augmentées après la Révolution pour peu à peu former l'actuel musée anatomique. C'est aussi à cette époque que le médecin et révolutionnaire allemand Georg Buchner commença ses études en 1831 (et les termina après avoir fui de Hesse-Darmstadt, à la suite de la saisie du Hessischen Landboten), que Louis Pasteur titulaire de la chaire de chimie à la faculté des sciences, travailla, de 1848 à 1854, sur plusieurs de ses découvertes. Cette chaire qui fut ensuite donnée, en 1855 à Charles Frédéric Gerhardt, deux ans après avoir réussi la première synthèse de la molécule de base de l'aspirine, va contribuer au développement de l'excellence de la chimie alsacienne,.
Après la Révolution, sous Napoléon et sous la Restauration, les sciences (où la France d'ailleurs excellait alors) étaient entièrement enseignées en français, mais il subsistait l'influence de l'Alsace et par là de l'Allemagne en théologie et en sciences humaines. L'université rayonnait alors sur une partie de l'Europe de par ses influences françaises et germaniques. C'est durant le Second Empire que par décret impérial de Napoléon III fut instaurée l'école impériale du Service de santé militaire de Strasbourg, le 12 juin 1856. Elle fut dès sa création associée à la faculté de médecine qui offrit d'enseigner aux jeunes soldats. C'est à la tête de cette école que fut nommé un des plus célèbres chirurgiens de l'époque, Charles-Emmanuel Sédillot, précurseur de l'asepsie opératoire et inventeur du mot microbe. En 1864, elle devint l'école impériale du service de santé militaire et forma jusqu'à la guerre de 1870, 1 054 médecins et 90 pharmaciens (formés à partir de 1864). En particulier Alphonse Laveran qui découvrit à Constantine l'hématozoaire du paludisme et fut en 1907 le premier prix Nobel de physiologie ou médecine français. La guerre contre la Prusse qui est déclarée le 19 juillet 1870 va mettre fin à l'enseignement de l'école et plus globalement des facultés strasbourgeoises.

#### L'université impériale allemande: laKaiser-Wilhelms-Universität

##### Les conséquences de la Guerre de 1870

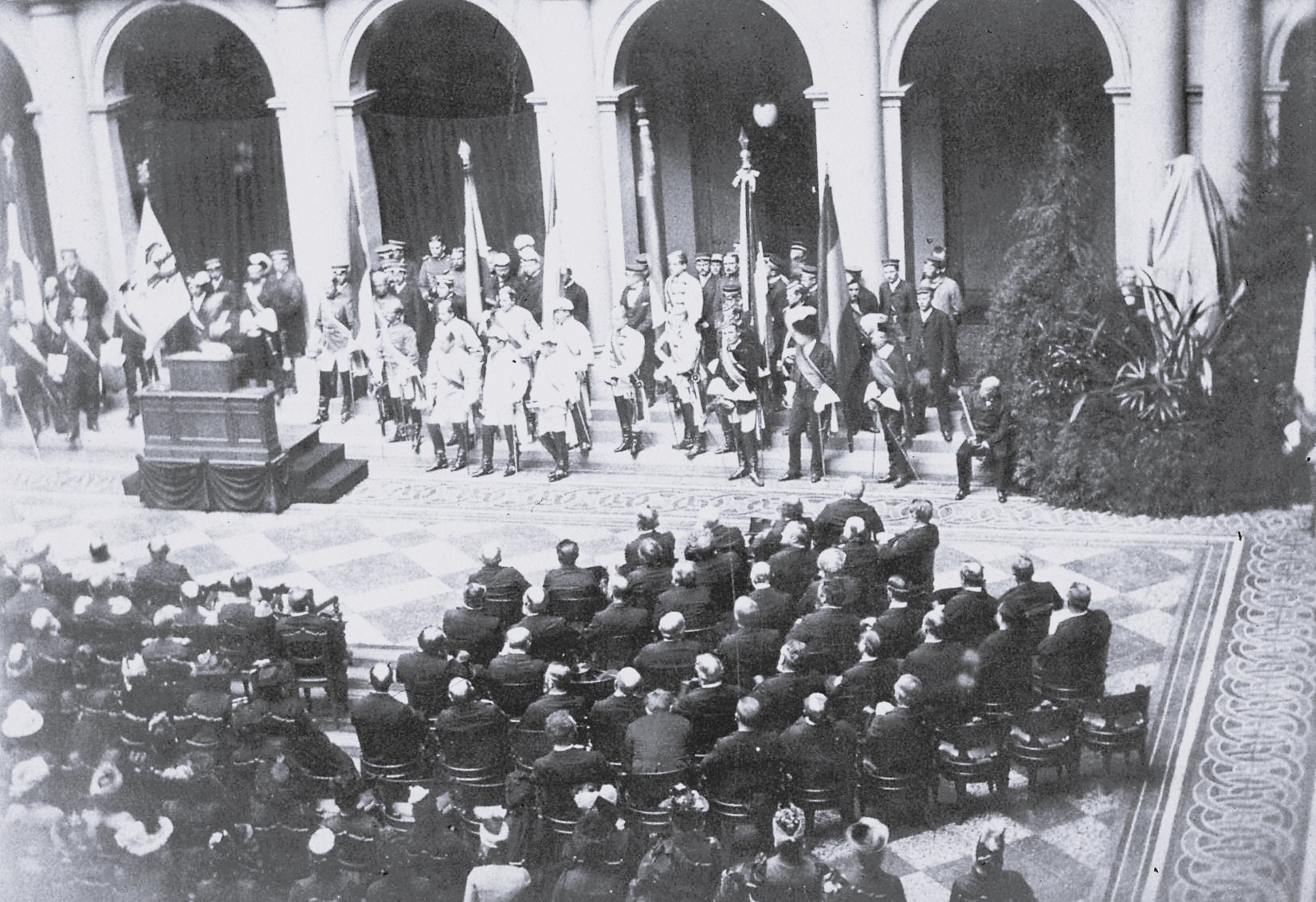
Guillaume Ier d'Allemagne dans l'aula du Palais universitaire en 1886.

En 1871, après la défaite de la France face à la coalition menée par la Prusse furent signés les traités de Versailles puis de Francfort qui confirmaient l’annexion de l’Alsace-Lorraine : Strasbourg redevint allemande. L’université en fut très affectée, une grande partie de l'élite de la région, que ce fût dans l'éducation, les affaires ou l'administration, quitta alors l'Alsace pour s’exiler en France. Entre décembre 1871 et janvier 1872, Paul Lobstein, professeur de dogmatique à la faculté de théologie protestante puis doyen en 1921, prend la plume et ressent le besoin de coucher sur papier son examen de conscience au moment où l'Alsace connaît un des tourments les plus importants de son histoire. Dans l'esquisse biographique qui lui est consacrée, Un Alsacien idéal, il écrit : « L'annexion de L’Alsace est plus qu'un crime, c'est un sacrilège ; voilà pourquoi nous ressentons une blessure poignante qui saignera toujours et dont la brûlure nous fera toujours souffrir. (…) Voilà donc l'Alsacien, condamné par sa conscience à toujours souffrir, toujours être obligé par sa conscience à toujours protester.». La guerre fut difficilement vécue par les strasbourgeois, en effet, le siège de la ville causa d’importants dégâts dans la cité. L’église du Temple Neuf fut détruite alors qu’elle abritait une bibliothèque exceptionnelle rassemblant plus de 300 000 volumes, dont au moins 3 446 manuscrits. Deux collections s'y distinguaient : la bibliothèque du séminaire protestant, qui fut celle de l'université protestante et dont l'origine remontait au Gymnase, d'une part et la bibliothèque municipale créée au XVIIIe siècle à partir de l'achat de la bibliothèque privée de l'historien strasbourgeois Jean-Daniel Schoepflin par la ville d'autre part.
Dès le début de la guerre et bien avant l'annexion de Strasbourg au nouveau Reich en mai 1871, de nombreux intellectuels et politiques allemands espéraient installer une grande université allemande dans la ville. En septembre 1870, une délégation fut pour cela envoyée à l'université de Bonn (la plus jeune université allemande de l'époque) afin de préparer l'installation de la nouvelle université strasbourgeoise. En avril 1871, c'est le Reichstag, qui craignant le transfert des facultés vers Nancy se saisit du dossier de la future université. Deux projets émergèrent à cette époque, le premier émanant des professeurs français, ceux-ci voulait laisser le contrôle de la nouvelle université aux alsaciens pour que celle-ci réponde aux besoins des alsaciens et le second émanant des autorités allemandes qui désiraient construire un outil de la germanisation de l'Alsace-Lorraine et un bastion de la culture allemande. En réaction le gouvernement français vota, en 1872, une loi constituant une nouvelle université dans la ville de Nancy, basée sur les facultés strasbourgeoises. Celles-ci furent officiellement transférées (faculté de médecine) ou réunies aux facultés déjà existantes (faculté de droit, des lettres et des sciences), la majorité des enseignants strasbourgeois acceptèrent leur transfert à Nancy, refusant de devenir allemands,. Le projet d'une nouvelle université allemande à Strasbourg fut arbitré par le chancelier Otto von Bismarck qui décida de ne pas suivre le projet proposé par les intellectuels et politiques allemand. Il confia la création et l'organisation de la nouvelle université à l'homme politique et ancien ministre des Affaires Étrangères du grand-duché de Bade, Franz von Roggenbach. Ce catholique était en outre un « ardent partisan du Kulturkampf et un fin connaisseur du milieu alsacien »,.

##### La reconstruction de l'université

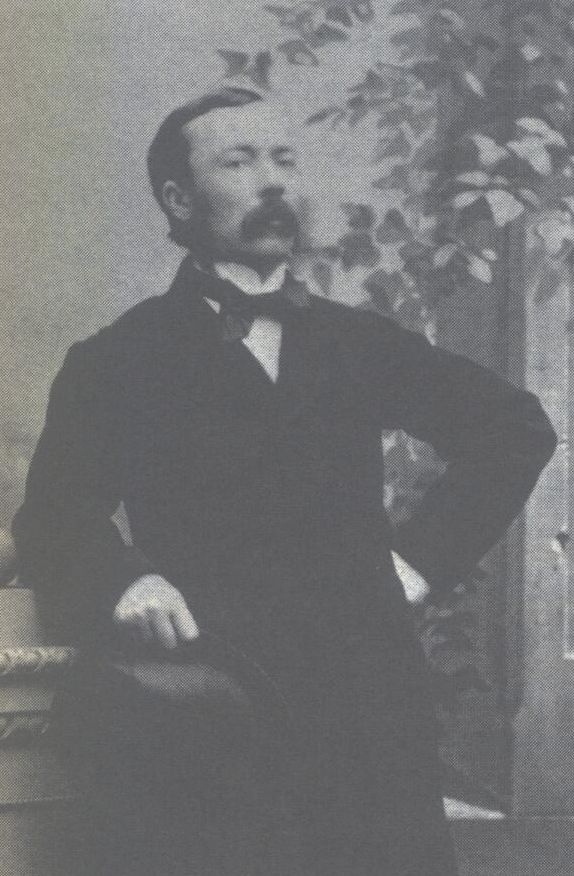
Franz von Roggenbach (1825–1907), l'artisan de la Kaiser-Wilhelms-Universität.

Dès son couronnement comme empereur d'Allemagne (en 1871), Guillaume Ier lança un programme ambitieux pour la reconstruction de Strasbourg. Voulant faire de la ville située à la frontière de son nouvel empire, une vitrine du savoir-faire allemand. De grandes transformations affectèrent donc la ville et l'université. Franz von Roggenbach fut l'artisan de la reconstruction de l'université. Il veut alors bâtir une université modèle, capable de concurrencer ses consœurs allemandes. Cette université modèle devant acculturer la population alsacienne par le haut. Mais son projet est jugé trop ambitieux par Bismarck, ce dernier arbitre alors en faveur d’un projet plus modeste et laisse la liberté à von Roggenbach de la création des différentes chaires et le choix des professeurs de la nouvelle université. L’université fut rapidement refondée sous, le nom de Kaiser-Wilhelms-Universität et inaugurée par l'empereur les 1er et 2 mai 1872 au palais Rohan,. Son installation dans le palais est provisoire, elle partage alors ses locaux avec la nouvelle bibliothèque qui prit le nom de Kaiserliche Universitäts und Landesbibliothek zu Strassburg (KULBS) (aujourd'hui bibliothèque nationale et universitaire de Strasbourg) par une déclaration officielle du 19 juin 1872. Le choc qui fut provoqué par la destruction de la bibliothèque protestante amena Karl August Barack, d'abord bibliothécaire des princes de Fürstenberg puis premier administrateur de la bibliothèque recréée, à lancer un appel aux dons dès le 30 octobre 1870 pour constituer de nouvelles collections. Cet appel eut un grand retentissement, les dons parvenant de tout l'Empire allemand et même d’au-delà : à elles seules les archives de l'État prussien à Königsberg fournirent 70 000 doublets à la bibliothèque. Le résultat fut qu'en 1873 la bibliothèque comptait déjà plus de 200 000 volumes et qu'elle fut pendant longtemps une des plus importantes bibliothèques universitaires et même la première mondiale entre 1909 et 1918. Aujourd’hui elle est la seconde bibliothèque de France après la BNF et possède l’une des plus grandes et des plus riches collections d’ouvrages en langue allemande.
Les années qui suivirent la création de ces établissements vit fleurir à Strasbourg un nouveau quartier, la Neustadt appelé aussi quartier allemand. Celui-ci allait accueillir les nouveaux bâtiments de l’université. Le Kollegiengebäude (Palais Universitaire), construit entre 1879 et 1884 sous la direction de l'architecte Otto Warth, fut inauguré par l'empereur Guillaume Ier en 1884. Il constituait le pôle majeur de la nouvelle université strasbourgeoise ; dans son prolongement furent construits les huit bâtiments des instituts de la faculté des sciences (ainsi que le jardin botanique de l'université, l'observatoire astronomique et le musée zoologique). D’autres bâtiments furent construits dans la ville : le bâtiment de la faculté de médecine (derrière l'hôpital civil) et en 1895 le bâtiment de la Kaiserliche Universitäts und Landesbibliothek zu Strassburg situé place de la République (alors Kaiserplatz).

##### Le développement de l'université impériale

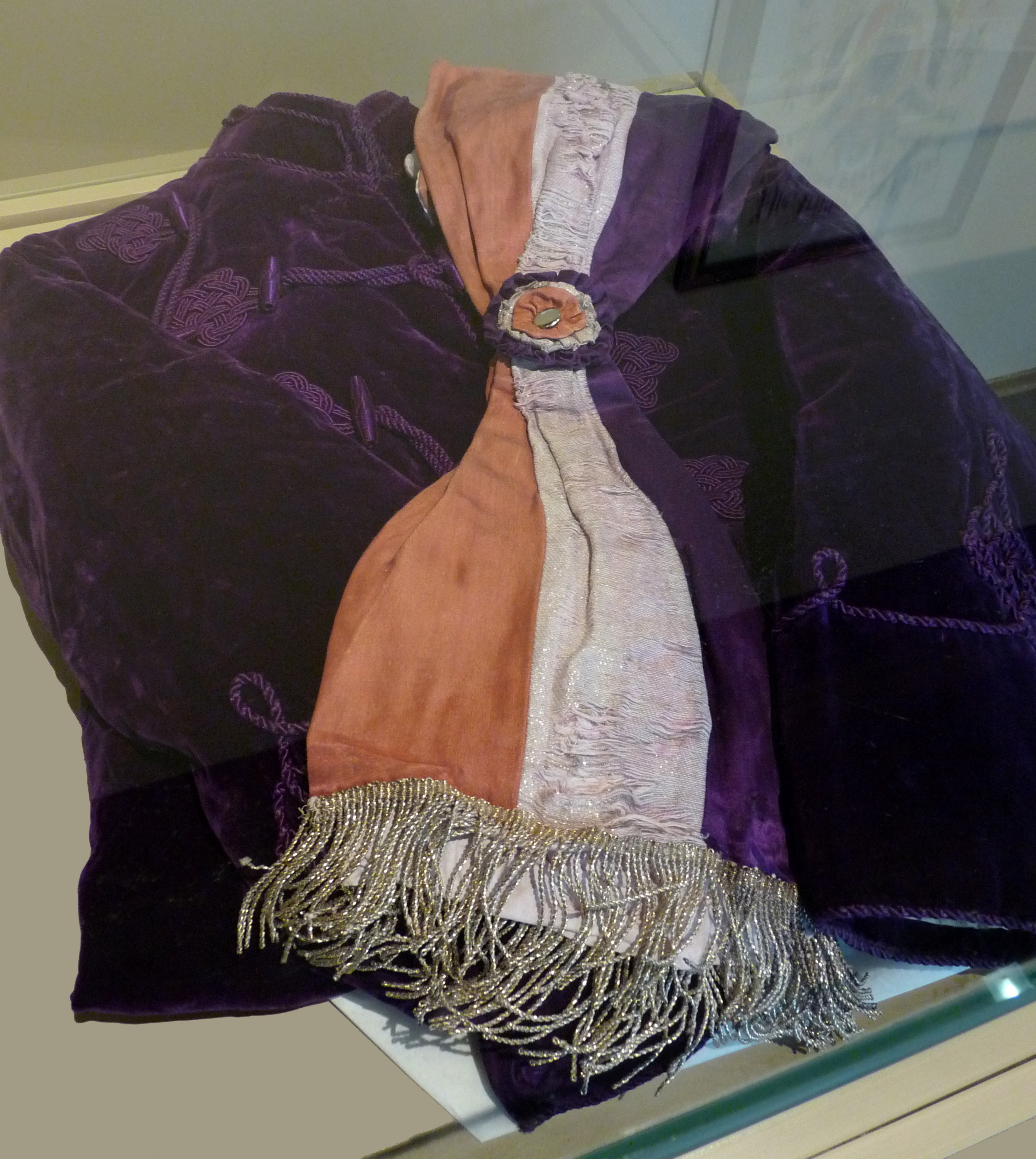
Tenue d'étudiant de l'université allemande, fin du XIX (musée historique de Strasbourg).

La période allemande de l’université vit venir de grands professeurs et chercheurs dans la capitale du nouveau Reichsland Elsass-Lothringen ; après Gerhardt et ses travaux sur l'aspirine, ce fut Joseph von Mering qui synthétisa en 1893 une substance baptisée acétaminophène commercialisée bien plus tard sous le nom de paracétamol. C'est aussi à Strasbourg qu'enseigna Wilhelm Conrad Röntgen qui reçut plus tard le prix Nobel de physique pour sa découverte des rayons X et que Ferdinand Braun passa vingt-cinq années de sa vie en étant directeur de l'« Institut de physique de Strasbourg », créé en 1895 puis Rektor (recteur) de l'université et cela jusqu'au début de la Première Guerre mondiale. Il y développa en 1897 un tube cathodique particulier, dit « tube de Braun ». Son invention mena rapidement au développement de l'oscilloscope qui plus tard permit de réaliser les tubes cathodiques des téléviseurs, puis des premiers écrans d'ordinateurs. En 1898, il se lança dans la transmission sans fil en travaillant et améliorant la portée des dispositifs radio conçus par Guglielmo Marconi. Pour ces travaux sur la télégraphie sans fil, il fut colauréat avec ce dernier du prix Nobel de physique en 1909. La période allemande fut donc faste pour l'université, notamment dans le domaine des lettres classiques (avec par exemple Georg Kaibel dans les années 1880-1890) et dans plusieurs disciplines qui font encore aujourd'hui sa réputation et qui s'y développèrent alors, comme la sismologie. C'est grâce au physicien allemand Ernst von Rebeur-Paschwitz arrivé à Strasbourg en 1892 que fut implantée une des premières stations sismiques modernes au monde. Ce dernier fabriqua à Potsdam en 1889 un appareil destiné à mesurer les vibrations qui enregistra des signaux correspondant à deux séismes, l'un au Japon et l'autre au Baloutchistan : ce fut la première fois que l'on enregistrait des séismes aussi éloignés et dont l'homme ne puisse en ressentir les effets. La station, créée en 1899 par vote du Reichstag (avec un budget de 30 000 marks) pris le nom de Kaiserliche Haupstation für Erdbebenforschung (Station séismologique centrale de l'empire allemand) et devint vite un centre mondial de la sismologie moderne accueillant les premiers congrès internationaux de sismologie.

### L'université auXXesiècle: le retour à la France

#### L'université sous la Troisième République

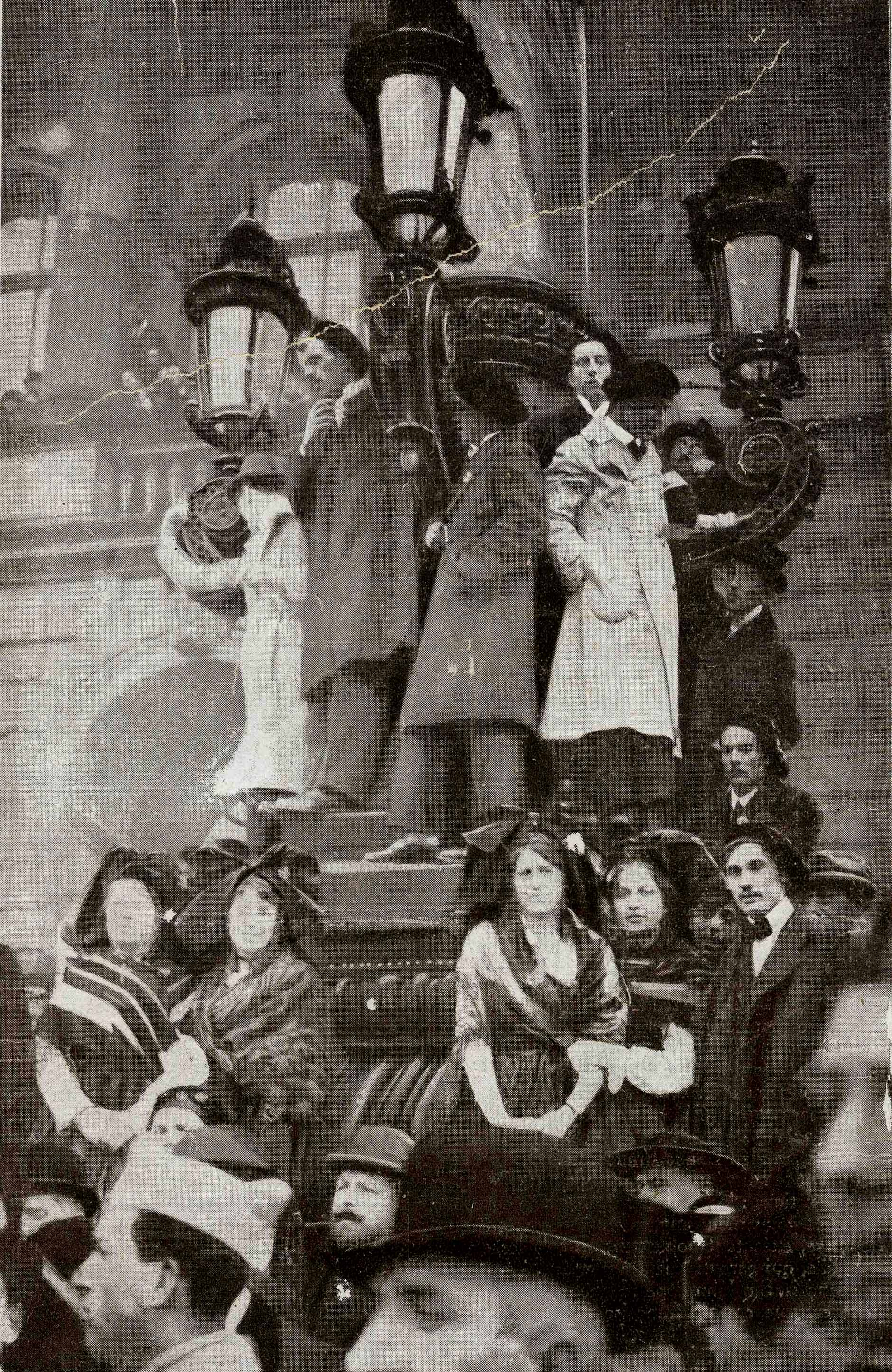
L'université rendue à la France en 1919.

Après la Première Guerre mondiale, le traité de Versailles, qui restituait l’Alsace et Strasbourg à la France, rendait aussi l’université à l’enseignement supérieur français. Le 22 novembre 1919, l’université de Strasbourg fut solennellement inaugurée par le président de la République française Raymond Poincaré. L’université toujours installée dans le palais universitaire connut une nouvelle fois de nombreux changements : les Allemands et Alsaciens germanophiles furent expulsés, une grande partie du personnel de l’université allemande fut touchée par cette politique. Parallèlement en vue d’une francisation rapide de la région, l'enseignement se fit dès lors exclusivement en français. En outre, le retour de l'Alsace dans une république française devenue laïque eut aussi pour effet d'engager une réflexion sur le maintien des formations de théologie de l’université. Celles-ci étaient dispensées par les deux facultés de théologie protestante et catholique puisque l’Alsace n’avait pas été soumise à la loi de séparation des Églises et de l'État du 9 décembre 1905, étant allemande à cette époque. Les deux établissements furent cités dans la loi organique de 1919 qui reconstituait l'université redevenue française ; malgré cela, il fallut attendre leur reconnaissance sous l'impulsion de Raymond Poincaré par un décret paru le 30 mai 1924. Ce décret reconnaissait officiellement le caractère public de ces deux instituts en leur conférant un statut dérogatoire,. Ce fut dans le but de créer un contrepoids laïc à l’enseignement théologique que fut alors fondée, en 1919, une chaire d'histoire des religions au sein de l'Institut d'histoire des religions dépendant de la faculté des lettres. C'est Prosper Alfaric, historien et spécialiste du christianisme, qui fut le premier titulaire de la chaire. C'est aussi à cette période que se constitua autour des grands historiens Lucien Febvre et Marc Bloch l’École des Annales dont l'origine était liée à la publication de la revue des annales d’histoire économique et sociale en 1929.

#### L'université durant l'occupation

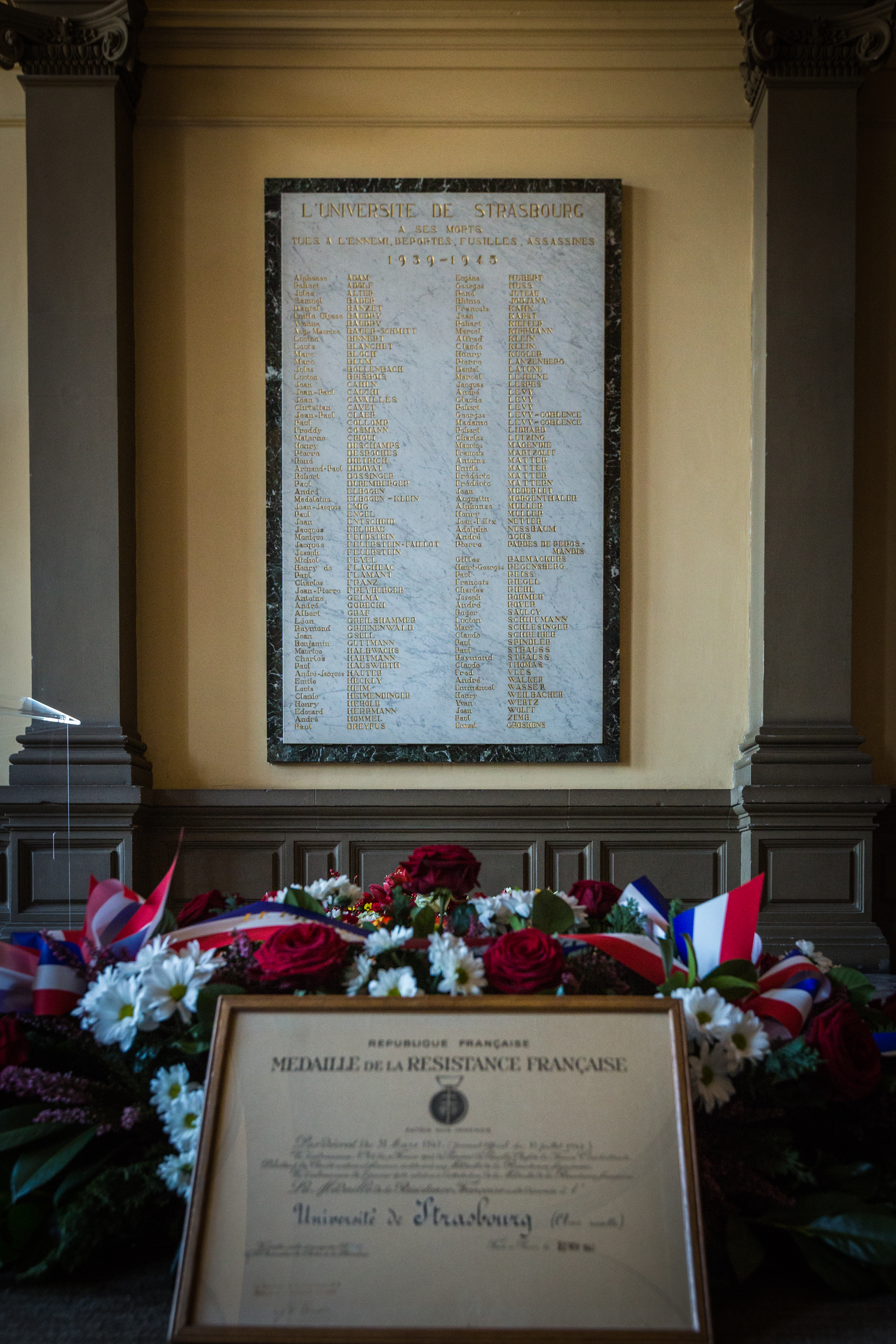
La plaque à la mémoire des morts, tués par l'ennemi, déportés, fusillés, assassinés de l'université, durant la Seconde Guerre mondiale, apposée à l'entrée du Palais universitaire et le diplôme de la Médaille de la Résistance obtenue en 1947.

Au début de la Seconde Guerre mondiale, la déclaration de guerre de 1939 fit que Strasbourg fut déclarée zone militaire par l'État-major français puis, avec l'avancée des troupes allemandes en 1940, « ville ouverte ». Le 3 septembre 1939, une grande partie de la population dut évacuer la ville. L'université française fut alors déplacée et se réfugia en 48 heures[réf. nécessaire] à Clermont-Ferrand , dont l'activité universitaire se bornait alors à deux facultés (sciences et lettres) et deux écoles (pharmacie et chimie). La ville accueillit donc les 1 200 étudiants, les 175 enseignants, et l’administration de l’université strasbourgeoise. À la suite de la défaite française, l'armistice du 22 juin 1940 coupa en deux le pays. Les nazis occupèrent la zone Nord et le régime de Vichy fut mis en place dans la zone Sud où se situait Clermont-Ferrand. La ville de Strasbourg fut, quant à elle, incorporée au Troisième Reich et les nazis y créèrent la Reichsuniversität Straßburg.
Dès 1941, l’université française de Strasbourg vit naître différents mouvements de Résistance, mêlant étudiants et professeurs venant de Strasbourg et de Clermont-Ferrand tel que « Combat Étudiant » fondé par Jean-Paul Cauchi, un étudiant en histoire venu de Strasbourg. À partir de 1942 et de l’occupation militaire de la zone sud par les Allemands, la plupart des mouvements s’unirent au sein des Mouvements unis de la Résistance. L'occupation militaire permit aux Allemands de lancer des opérations destinées à fragiliser l'université française repliée à Clermont-Ferrand car les nazis dont en premier lieu le Reichsführer-SS Heinrich Himmler voulaient dans l'intérêt de la nation allemande fermer l'université française et rapatrier 500 Alsaciens considérés comme « Allemands de souche », à Strasbourg. Ils menèrent ainsi plusieurs rafles dans les locaux universitaires et résidences étudiantes sous couvert de lutte contre la résistance, dont la rafle du 25 novembre 1943, au cours de laquelle près de 1 200 personnes seront interpellées et 130 personnes déportées vers les camps, dont une trentaine seulement reviendront.
Dans le même temps, la Reichsuniversität Straßburg accueillit de nombreux savants allemands dont Carl Friedrich von Weizsäcker mais c’est surtout August Hirt, médecin allemand, membre des SS et de l'Institut d'anthropologie raciale Ahnenerbe dont on se souviendra pour avoir fait assassiner 86 personnes juives, en août 1943, au camp du Struthof, dans le cadre de recherches pseudo-scientifiques: constituer une « collection de squelettes juifs ».
À partir de 2015, l'université sera accusée de détenir encore des restes humains de victimes juives du nazisme, dont la dépouille de Menachem Taffel, l'une des 86 personnes juives assassinées. Elle qualifie cette accusation de « rumeur », puis, face à l'indignation, crée, en septembre 2016 une « commission historique pour l’histoire de la faculté de médecine de la Reichsuniversität Strassburg » qui rend son rapport le 3 mai 2022. La commission confirme les accusations, fait des recommandations sur le devenir de ces restes humains, identifie 252 victimes de crimes médicaux commis à Strasbourg, et recommande des actions mémorielles.
C'est au cours de l’année 1944 que les deux villes furent libérées, Clermont-Ferrand le 27 août et Strasbourg le 22 novembre. Avec la retraite des troupes allemandes, l'université allemande fut transférée à Tübingen et dissoute par la suite tandis que l'université française revenait à Strasbourg. Au bout du compte, les populations universitaires de Clermont-Ferrand et de Strasbourg furent très affectées par la guerre, elles comptèrent à la fin de la guerre 139 disparus. De cette période trouble, l'intellectuel et résistant Louis Aragon publia en 1944 dans son recueil La Diane française un poème intitulé La Chanson de l'Université de Strasbourg décrivant la lutte des populations universitaires strasbourgeoise et clermontoise face à l'occupant Nazi,.
En 1947, l'université de Strasbourg replié à Clermont-Ferrand est décorée de la médaille de la résistance avec rosette pour avoir regroupe différentes organisations qui ont lutté sous différentes formes contre l'occupant nazi. Seule université à avoir reçu cette distinction.

#### L'université après-guerre
Les années d'après-guerre furent synonymes de reconstruction et d'un fort accroissement de la population étudiante, comme dans le reste de la France. Le nombre d'étudiants passa de 5 440 en 1956 à 16 221 en 1966. C'est pour répondre à cet accroissement important que l'université entreprit de nouveaux travaux et agrandit le campus historique vers l'Est. C'est dans le nouveau quartier strasbourgeois de l'Esplanade que fut créé le campus central de Strasbourg, dans le prolongement des bâtiments de l'université construits par les Allemands tel que le palais universitaire ou l'observatoire astronomique. De nombreux bâtiments sortirent alors de terre, comme le bâtiment de la faculté de droit mais aussi celui de l'École nationale supérieure de chimie avec la tour de Chimie dominant le campus de l’Esplanade. Un autre campus fut inauguré dans le quartier de Cronenbourg, le 20 mai 1960, en présence de Louis Joxe, ministre de l’Éducation nationale, et Pierre Pflimlin, maire de Strasbourg. Le campus de Cronenbourg fut destiné dans un premier temps uniquement à la recherche, accueillant dès sa création plusieurs centres de recherches du CNRS dont le Centre de recherches nucléaires. Par ailleurs, à la suite de la création des instituts universitaires de technologie par le ministre de l'Éducation nationale (IUT) Christian Fouchet en 1966, l'université inaugura l'année suivante son premier IUT (plus tard baptisé IUT Robert Schuman) comprenant alors deux départements : chimie et relations publiques documentation.
Dans les années suivantes s'engagea un processus qui mena à la révolte étudiante de mai 68. Ainsi, des étudiants de l'internationale situationniste, profitant du désintérêt des étudiants pour leurs structures associatives, accédèrent au bureau de l'association locale AFGES. Ils écrivirent et publièrent à 10 000 exemplaires la brochure De la Misère en milieu étudiant considérée sous ses aspects social, économique, sexuel et intellectuel. Les structures traditionnelles de l'université furent dès lors remises en question. À la suite de la loi Faure du 10 octobre 1968, le statut et l’organisation des universités furent fortement modifiés et la loi conduisit en 1971 à la scission de l'université en trois nouvelles institutions : l'université Strasbourg-I, l'université Strasbourg-II et l'université Strasbourg-III.

#### 1971-2009: Les trois universités

Ancien logo de l'université Marc-Bloch.

La scission donna alors naissance à trois universités distinctes, chacune spécialisée dans un domaine d'enseignement bien précis :
- l'université Strasbourg-I devient l'université des sciences et de la santé[u 6],
- l'université Strasbourg-II devient celle des sciences humaines
- l'université Strasbourg-III se spécialisa dans les domaines juridique, politique, social et technologique.

Ce découpage ne fut pas exclusif : des formations de l'un des domaines d'une des trois universités pouvaient se retrouver placées dans une université dont ce n'est pas le domaine spécifique. Par exemple, l'université Strasbourg-III se dota d'un IUT, l'Institut universitaire de technologie Robert-Schuman, spécialisé dans le domaine des sciences. Les années suivantes virent la naissance d’une quatrième université alsacienne en partie issue des universités de Strasbourg : l’université de Haute-Alsace fut créée en 1975 dans les villes haut-rhinoises de Colmar et Mulhouse à partir de deux écoles d’ingénieurs et de deux collèges universitaires (scientifique et littéraire), ces deux derniers dépendant des universités strasbourgeoises.
Par la suite, chacune des universités adopta le nom d'une personnalité représentant son domaine d'enseignement et ayant fréquenté Strasbourg en tant qu'étudiant ou enseignant. L'université Strasbourg-I, sous l'impulsion de son premier président, Guy Ourisson devint l'université Louis-Pasteur (ULP), du nom du scientifique français qui a découvert le vaccin contre la rage à Strasbourg. Puis, le 22 octobre 1987, ce fut l'université Strasbourg-III qui, par décision unanime de son conseil d'administration, prit le nom d'université Robert-Schuman (URS), du nom de l'un des Pères de l'Europe ayant étudié à Strasbourg. Enfin, après une polémique de quatre années due notamment à la publication de tracts antisémites, c'est l'université Strasbourg-II qui, par un vote de son conseil d’administration, prit le nom d'université Marc-Bloch (UMB) le 30 octobre 1998 de l'historien et résistant français Marc Bloch, maître de conférences puis professeur à Strasbourg de 1919 à 1936, fondateur de l'École des Annales et assassiné par la Gestapo pendant l'Occupation.
Les trois universités restèrent très liées durant leurs quarante ans d’existences ; durant les années 1980, un processus de rapprochement s’engagea. Elles se rapprochèrent peu à peu des quatre universités de la région du Rhin supérieur, régions comprenant l’Alsace et les régions frontalières de Bâle et du Bade-Wurtemberg. Ce processus de rapprochement donna naissance en 1989 à Confédération européenne des universités du Rhin supérieur, comprenant alors les universités de Bâle, de Fribourg-en-Brisgau, de Karlsruhe, de Haute-Alsace et celles de Strasbourg. Une des premières actions communes fut la création d'une école trinationale, l'École supérieure de biotechnologie Strasbourg à partir d'une école créée par l'ULP en 1982 et rassemblant une partie des universités du réseau. Mais ce rapprochement des universités strasbourgeoises fut surtout marqué par la création en 1991 du pôle universitaire européen de Strasbourg,, regroupant les trois universités associées aux trois collectivités locales (la région Alsace, le département du Bas-Rhin et la communauté urbaine de Strasbourg) dans un groupement d'intérêt public (GIP). Le pôle fut chargé de l’entretien des campus et de l’accueil des étudiants, en particulier des étrangers. Il hébergea également un observatoire régional de l’enseignement supérieur et de l’insertion professionnelle des étudiants.
Cette période fut aussi marquée par le prix Nobel de chimie reçu en 1987 par Jean-Marie Lehn, spécialiste de la chimie supramoléculaire et professeur à l'ULP, par l’extension des campus et par l’augmentation constante du nombre d’étudiants. Ces extensions se produisirent en grande partie hors du campus Central : le parc d'innovation technologique, créé dans les années 1980 dans la ville d'Illkirch-Graffenstaden membre de la communauté urbaine de Strasbourg (CUS) accueillit un nouveau campus, le campus d'Illkirch, où en 1989 l’École supérieure de biotechnologie Strasbourg installa ses nouveaux locaux. Le campus de Cronenbourg, jusque-là destiné à la recherche, accueillit ses premiers étudiants en 1998 avec l’installation de l’École européenne de chimie, polymères et matériaux puis plus tard de l'IUT Louis-Pasteur.

### L'université auXXIesiècle

#### L'université unique

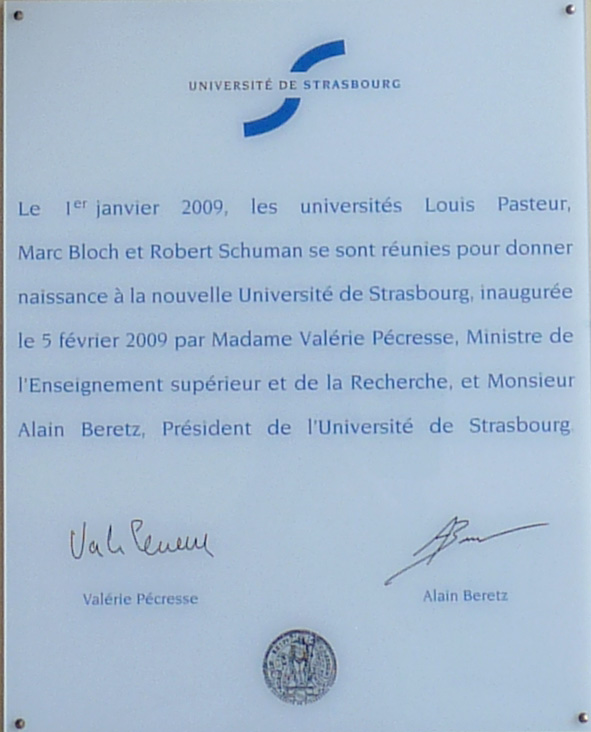
Plaque commémorant la réunification en 2009.

L’université de Strasbourg est créée le 18 août 2008 par décret, mais l'université n'est réellement réunifiée que depuis le 1er janvier 2009, date à laquelle les trois anciennes universités disparaissent. En même temps que sa réunification, elle devient une des 18 premières universités à appliquer la loi relative aux libertés et responsabilités des universités (loi no 2007-1199 du 10 août 2007, dites LRU). C'est pour ces raisons qu'elle a dû établir ses nouveaux statuts le 4 novembre 2008, puis élire le premier président de l'université réunifiée, Alain Beretz le 18 décembre 2008.
L'objectif de cette fusion a été de créer une université pluridisciplinaire, l'université comportant à sa création de formations couvrant tous les domaines universitaires, comme le montre son offre de formation qui s'organise en cinq grands domaines : Arts, lettres, langues ; Droit, économie, gestion et sciences politiques et sociales ; Sciences humaines et sociales ; Sciences, technologies ; Santé. Ces différentes formations où sont regroupés, unités de recherche, instituts et écoles permettent de créer de véritables synergies malgré des champs d'études éloignés. Un second objectif de la fusion est, pour l'université, d'avoir une plus grande visibilité à l'international, notamment dans les classements internationaux. Comme le prévoit la LRU, les universités peuvent se doter de fondations, dans le but de renforcer leur autonomie financière, c'est donc en grande partie pour cette raison que la Fondation Université de Strasbourg a vu le jour dès 2008, un arrêté du 28 octobre 2008 de la rectrice de l’Académie de Strasbourg accordant l’autorisation administrative de création de la fondation.

#### Les premières années de l'université unique

Le nouveau Patio, siège de l'administration de l’université, inauguré par Valérie Pécresse, le 16 septembre 2010.

À droite, l'ancien Patio des années 1960. À gauche, le nouveau Patio (2010).

Dans le but de renforcer le projet de fusion et d'obtenir des fonds supplémentaires pour la création d'un campus plus homogène, les trois anciennes universités décidèrent avant la fusion de créer un dossier commun dans le cadre du plan Campus. Elles furent sélectionnées le 29 mai 2008 avec cinq autres universités, le projet strasbourgeois qui devait concerner l'ensemble des campus fut restreint au seul campus historique de l'Esplanade. Le lancement du projet fut officiellement lancé le 5 février 2009 en présence de la ministre de l'Enseignement supérieur et de la Recherche de l’époque, Valérie Pécresse et de l'ancien président de l'université, Alain Beretz, au palais universitaire L'opération campus qui est aujourd’hui dans sa phase de réalisation, s’inscrit globalement dans la réorganisation du campus central liée à la fusion des trois anciennes universités et repose sur une dotation en capital de l'État de 375 millions d'euros (ce sont les intérêts de cette dotation qui financeront les travaux), à cette somme s'ajoutant une contribution des collectivités locales (communauté urbaine de Strasbourg, région Alsace et département du Bas-Rhin). L’année suivante, le 16 septembre 2010 la ministre est de retour à Strasbourg pour l'inauguration du nouveau Patio (extension d'un bâtiment existant, le Patio) qui accueille depuis la direction et les services administratifs universitaires, autrefois répartis entre les trois anciennes universités à travers le campus Central.
A la même époque, le 1er octobre 2010, la fondation de l'université lance sa première campagne de levée de fonds, sous le patronage de Jean-Claude Juncker, président de l'Eurogroupe et Premier ministre du Luxembourg de l'époque et d’Henri Lachmann, président du conseil de surveillance de Schneider Electric dans le but de récolter 20 millions d’euros en cinq ans. Cette campagne, la première pour une université française, fut levée pour renforcer l’excellence en recherche de l’université, développer son interdisciplinarité, l’ouvrir à tous et valoriser son patrimoine historique. Avant même le lancement de la campagne, la fondation avait déjà reçu près de 5 millions d'euros de promesses de dons de plusieurs grandes entreprises françaises dont le groupe AXA, SOPREMA, les laboratoires Pierre Fabre et les sociétés Exane et Nobel Biocare. À cela s'ajoute plus d'un million d'euros de promesses de la part de banques et de sociétés implantées en Alsace.
D'autres projets voient le jour à la suite du lancement par le gouvernement de François Fillon du programme des Investissements d'avenir (ou Grand emprunt) lancés, à la fin de l'année 2009. L'université avec ses partenaires locaux répond à plusieurs appels d'offres du programme, son projet d'Institut hospitalo-universitaire est sélectionné par un jury international en mars 2011 et bénéficie d'un financement public de 67,5 millions d'euros, auquel s'ajoute 30 millions d'euros des collectivités alsacienne (région Alsace communauté urbaine et ville de Strasbourg) pour la construction du bâtiment sur le site de l'hôpital civil et 80 millions d'euros de près de 33 partenaire privés. Elle est également l'une des trois premières universités françaises lauréate du programme Initiative d'excellence (Idex) en juillet 2011 sous l'intitulé « UNISTRA : Par delà les frontières, l’Université de Strasbourg ». Elle se voit ainsi doté d'un financement à hauteur de 750 millions d'euros de fonds (sur les 7.7 milliards d'euros du programme Idex). Ces partenaires dans les différents appels d'offres sont nombreux, outre la région Alsace, la ville de Strasbourg et l'Eurométropole de Strasbourg (anciennement CUS), on peut citer le pôle de compétitivité Alsace Biovalley, les Hôpitaux universitaires de Strasbourg (HUS), l'Institut de recherche contre les cancers de l'appareil digestif (Ircad), le CNRS, l'INSERM et de nombreuses entreprises locales.
Les années qui suivent voient également la reconnaissance de la recherche de l'université au niveau international, trois chercheurs de l'université étant récompensés d'un prix Nobel, Jules Hoffmann en 2011 est colauréat du prix Nobel de médecine et Martin Karplus en 2013, suivi de Jean-Pierre Sauvage en 2016 sont tous deux colauréats du prix Nobel de chimie. L'université compte ainsi quatre prix Nobel en activité avec Jean-Marie Lehn, prix Nobel de chimie en 1987,.

#### Rattachement de l'université de Haute-Alsace
Les conseils d'administration de l'université de Strasbourg et de l'Université de Haute-Alsace (UHA) ont voté au cours de l'année 2012, le rattachement de cette dernière à l'université de Strasbourg au 1er janvier 2013. Dans le but de créer un site régional d'enseignement supérieur auquel sont également associés l'INSA de Strasbourg, l'École nationale du génie de l'eau et de l'environnement de Strasbourg, la Bibliothèque nationale et universitaire de Strasbourg et la Haute École des arts du Rhin.

## Les campus

### Implantation
L'université est majoritairement implantée à Strasbourg. Son campus principal est situé au cœur de la ville, dans le quartier de l'Esplanade.
Trois campus accueillant de nombreuses composantes et centres de recherches se situent dans la ville et dans l'Eurométropole de Strasbourg (EMS) : 
- campus Médecine
- campus de Cronenbourg
- campus d'Illkirch-Graffenstaden

On retrouve ensuite, de façon plus éparse :
- dans le quartier de la Meinau : trois composantes de l'université (le site principal de l'INSPE, le service de formation continue et le pôle ingénierie de la faculté de physique et ingénierie) et une résidence étudiante
- dans les quartiers de Neudorf, de la Robertsau : plusieurs résidences étudiantes
- dans la ville de Schiltigheim[u 15] : l'Institut universitaire de technologie Louis-Pasteur

On retrouve enfin des composantes hors de l'agglomération strasbourgeoise. Au nord de celle-ci, dans la ville d'Haguenau se situe l'institut universitaire de technologie de Haguenau. En outre l'INSPE possède, en plus de son site principal à Strasbourg, plusieurs antennes en Alsace, à Sélestat dans le Bas-Rhin, à Guebwiller et Colmar dans le Haut-Rhin.

#### Campus central
Le campus central est le principal campus de l'université, situé au cœur de la ville de Strasbourg, dans le quartier de l'Esplanade. Le campus s'est développé à partir des bâtiments de l'université allemande, construits à la suite de l'annexion de l'Alsace-Lorraine dont le palais universitaire, de style néo-renaissance constitue un symbole fort de la présence allemande dans la ville. Les Allemands construiront plusieurs autres bâtiments comme l'observatoire astronomique, le musée zoologique ou encore le jardin botanique. La création du campus Central dans les années 1960 se fera dans le prolongement du campus existant en s'integrant dans les plans du nouveau quartier de l'Esplanade aménagé selon les plans de l'architecte-urbaniste Charles-Gustave Stoskopf. De nombreux bâtiments vont voir le jour, la tour de chimie, le bâtiment de la faculté de droit de Strasbourg, l'Institut Le Bel, etc. Dans le cadre de l'opération campus pour lequel l'université de Strasbourg a été sélectionnée le 29 mai 2008, c'est le campus historique de l'Esplanade qui est concerné par l'opération.
Il est desservi par les lignes de bus 2, 15 et 30 de la CTS et par les lignes C, E et F du Tramway de Strasbourg aux arrêts : Université, Observatoire, Esplanade, Rome, Palerme et Cité Administrative.

#### Campus de Cronenbourg
Situé dans le quartier de Cronenbourg et sur la commune de Schiltigheim (ouest de Strasbourg), le campus de Cronenbourg accueille l'institut universitaire de technologie Louis-Pasteur, l'école européenne de chimie, polymères et matériaux, l'Institut Charles-Sadron (ICS), l'institut de physique et chimie des matériaux de Strasbourg (IPCMS), la délégation Alsace du CNRS ainsi que des laboratoires et divers autres instituts. On y trouve aussi un restaurant universitaire et un centre d'accueil pour chercheurs.
Il est desservi par les lignes de bus 19, 50 et 70 ainsi que le bus G de la CTS.

#### Campus d'Illkirch-Graffenstaden
Situé dans la ville d'Illkirch-Graffenstaden (sud de Strasbourg), le campus d'Illkirch accueille la faculté de pharmacie, l'Institut de génétique et de biologie moléculaire et cellulaire (IGBMC), l'institut universitaire de technologie Robert-Schuman, l'école d'ingénieurs Télécom physique Strasbourg (ex ENSPS), l'école supérieure de biotechnologie de Strasbourg (ESBS), un restaurant universitaire, une résidence universitaire et la bibliothèque de pharmacie.
On y trouve aussi l'International Space University (ISU) et le conservatoire national des arts et métiers de la région Alsace ne dépendant pas de l'université de Strasbourg.
Il est desservi par la ligne de bus 63 de la CTS et par les lignes A et E du tramway de Strasbourg, à l'arrêt : Campus d'Illkirch.

#### Campus médecine
Sur le site historique de l'hôpital civil, proche du centre-ville de Strasbourg, le campus Médecine accueille la faculté de médecine, la faculté de chirurgie dentaire et divers instituts spécialisés dans le secteur de la médecine. Ceux-ci sont gérés conjointement par l'université de Strasbourg et par les hôpitaux universitaires de Strasbourg.

##### Le Cardo

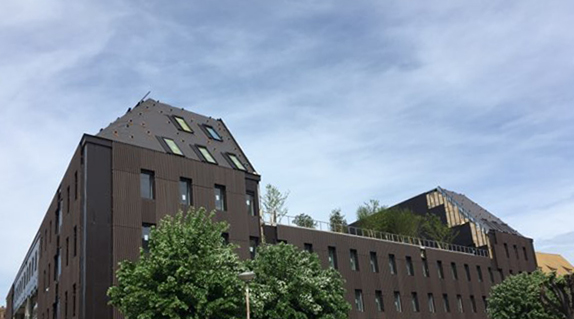
Façade sud du Cardo en 2019.

Depuis mars 2020, le Campus médecine accueille, dans les locaux du Cardo, plusieurs composantes de l'université de Strasbourg dans les domaines de l'administration publique et de la propriété intellectuelle comme Sciences Po Strasbourg, le Centre d'études internationales de la propriété intellectuelle (CEIPI) et l'Institut de préparation à l'administration générale (IPAG). Le bâtiment abrite également l’Institut national de la propriété industrielle (INPI) et l’Institut européen entreprise et propriété intellectuelle (IEEPI).
Il compte également 27 salles de cours, 8 amphithéâtres d'une capacité allant jusqu'à 300 places, une bibliothèque universitaire de 1 500 m2, des espaces de travail collaboratifs et d'exposition ainsi qu'une cafétéria gérée par le Crous.
En 2013, l'université de Strasbourg fait le choix de lancer la construction d'une nouvelle structure afin de regrouper des composantes jusqu'alors très éloignées les unes des autres : le pôle d'administration publique de Strasbourg (PAPS) et le pôle de compétence en propriété intellectuelle (PCPI).
En effet, Sciences Po Strasbourg (ou Institut d'études politiques de Strasbourg) était jusqu'alors réparti sur trois bâtiments (Ensemble Saint-Georges, Villa Knopf et l'Espace Schoepflin), l'Institut de préparation à l'administration générale (IPAG) était logé à l'Ensemble Saint-Georges, alors que le Centre d'études internationales de la propriété Intellectuelle (CEIPI), l’Institut national de la propriété industrielle (INPI) et l’Institut européen entreprise et propriété intellectuelle (IEEPI) étaient jusque là domiciliées au sein du campus central de l'Esplanade et au centre-ville.
La première pierre de l'édifice est posée en présence de Genevièvre Fioraso alors ministre de l'Enseignement supérieur et de la recherche. D'un coût initial de 52,1 millions d'euros, le projet devait être livré à l'UNISTRA lors de la rentrée universitaire de 2015.
En juillet 2014, les travaux sont interrompus à la suite de l'apparition de fissures sur certains murs porteurs et poutres voiles du bâtiment. Les défauts sur l'ouvrage sont notamment dus à des mauvais calculs du cabinet d'études. La destruction complète du bâtiment est alors évoquée.
Finalement, après une inspection complète de l'architecture du bâtiment réalisée jusqu'en septembre 2016, les travaux reprennent et s'achèvent au printemps 2020. Le surcoût de ce retard pris en charge par l'État, la région Grand Est et l'Eurométropole de Strasbourg s'élève à 16,5 millions d'euros. Le bâtiment est ouvert au public à l'occasion de la rentrée du 2 mars 2020 bien que des travaux de finitions soient encore en cours. Le bâtiment est finalement livré dans son intégralité lors de la rentrée universitaire de septembre 2020.
Plusieurs propositions de dénominations ont été faites pour remplacer le nom « PAPS-PCPI » utilisé jusqu'alors. Parmi elles, le nom de Simone Veil a été proposé par les étudiants de Sciences Po Strasbourg à la suite d'une consultation interne à l'IEP.
C'est finalement le choix du « Cardo » que l'Unistra a retenu pour dénommer ce bâtiment. Le Cardo (ou cardo maximus) désigne l'axe Nord-Sud, lors de la création d'un camp romain. La référence est bien choisie, Strasbourg ayant été fondée avec la création d'un camp romain en l'an 12 avant J.-C. Le Cardo s'inscrit ainsi sur un axe Nord-Sud de la ville reliant la Grande Île aux quartiers de l'Étoile, du Neudorf et de la Meinau en passant par les Hospices civils.
La CTS dessert le campus médecine par les lignes de bus L1, 10, 14 et 24 ainsi que par les lignes A, B et D du tramway de Strasbourg.

### Musées et collections

#### Le jardin botanique

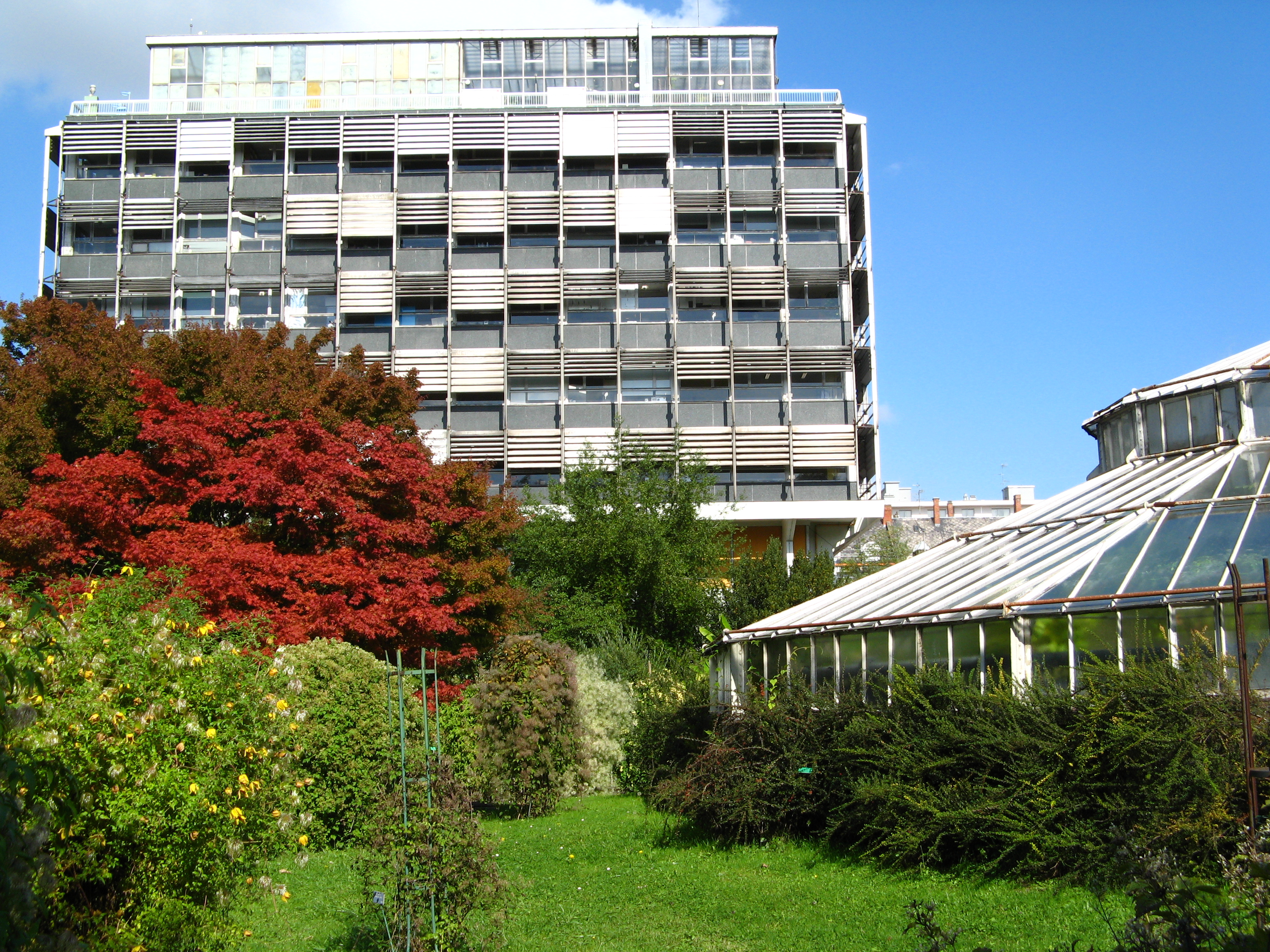
L'institut de botanique situé dans le jardin botanique.

Le jardin botanique de l'université de Strasbourg sous sa forme actuelle a été créé par les Allemands après la guerre de 1870, sa construction s'inscrit dans celle des nouveaux bâtiments de l'université impériale allemande. L'actuel jardin est inauguré le 26 novembre 1884 mais son origine date du XVIIe siècle, la faculté de médecine de l'Académie protestante voulant disposer à l'époque d'un jardin botanique. Ce premier jardin est inauguré en 1619 dans le quartier de la Krutenau, il est alors le deuxième jardin botanique créé en France après celui de Montpellier qui lui date de 1593. Le premier inventaire du Jardin, édité par le botaniste Marcus Mappus, recensera, en 1670, 1600 espèces. Sous la Révolution française, de nombreux jardins botaniques sont démantelés car leurs collections de plantes exotiques sont jugées trop aristocratiques par les révolutionnaires. Jean Hermann, alors directeur du jardin, va lui sacrifier toute sa fortune personnelle et le sauvera de la destruction, tout comme une partie des statues de la cathédrale de Strasbourg qu'il enterra dans le jardin. Ce jardin perdura, mais lors de la reconstruction de l'université par les Allemands il est déplacé dans le nouveau quartier allemand, la Neustadt et placé dans le prolongement arrière du palais universitaire. Ce nouveau jardin est placé sous la direction du botaniste allemand Anton de Bary et des serres monumentales y sont installées. Lors du retour à la France, le jardin est conservé mais le 11 août 1958, un orage de grêle abîme les grandes serres, qui sont détruites en 1963. Seule la serre de Bary échappe à la démolition (elle a été depuis classée monument historique), dès lors, de nouvelles constructions contemporaines voient le jour, l’Institut de botanique et les locaux actuels (serre froide et serre chaude) sont construits en 1967.
Aujourd'hui le jardin botanique est un musée vivant de l'université et est classé monument historique. Il a comme fonction principale, depuis sa création d'être un lieu de recherche et de servir à la valorisation de collections botaniques exceptionnelles, la gestion de ce dernier étant assurée par la faculté des sciences de la vie. On y trouve plus de 6 000 espèces de plantes sur une surface de 3,5 hectares. Même si la plupart de ses collections se trouvent à Strasbourg d’autres ont été installées au jardin botanique du col de Saverne car elles nécessitent des conditions de culture particulières. Ce dernier ayant une altitude d'environ 300 mètres, a été créé en 1931 par le pharmacien Émile Walter, l'université en assure la cogestion depuis 1965,.

#### Le musée de sismologie et de magnétisme terrestre
Le musée de sismologie et de magnétisme terrestre se situe dans l'ancienne station sismologique de l'université. Cette station créée en 1899 sous le nom de Kaiserliche Haupstation für Erdbebenforschung (Station sismologique centrale de l'empire allemand) est aujourd'hui fermée, Strasbourg étant trop « bruyante » pour qu'un sismomètre soit efficace. On y trouve une collection de sismomètres qui témoigne de l'excellence strasbourgeoise dans le domaine de la sismologie.

#### Le musée zoologique
Le musée zoologique présente les collections du cabinet de zoologie, botanique et minéralogie du médecin et naturaliste Jean Hermann (1738-1800) qui vouait une passion pour les sciences naturelles. Ce dernier est nommé professeur de médecine en 1769, il occupera par la suite plusieurs positions au sein de l’université dont la chaire de botanique et matière médicale à l’ouverture de l’École de santé, en 1794. À sa mort la ville de Strasbourg rachète la collection. La garde et l’entretien des collections sont confiés à Louis Hammer qui devint en 1811 le premier titulaire de la chaire d’histoire naturelle au sein de la faculté des sciences de l’université impériale. Louis Georges Duvernoy, élève et collaborateur de Georges Cuvier fut nommé en 1927 à la chaire d’histoire naturelle de l'université. Il va permettre l'accroissement des collections, notamment celles concernant la zoologie. À partir de 1837, sous la direction de Dominique Auguste Lereboullet, puis sous celle de Wilhelm Philipp Schimper en 1867, la collection connaitra un rapide essor, aidés par le dynamisme de l'« Association strasbourgeoise des amis de l’histoire naturelle » fondée en 1851. À la suite de l'annexion allemande, les collections rejoignent leur bâtiment actuel, sur le boulevard de la Victoire, à Strasbourg. Ainsi le musée zoologique voit institutionnellement le jour en 1882, dirigé par Ludwig Heinrich Philipp Döderlein, dans les nouveaux bâtiments de l’université allemande. Le musée fait aujourd’hui partie des musées de la ville de Strasbourg, ses collections étant conservées et gérées par l’université .

#### Le planétarium

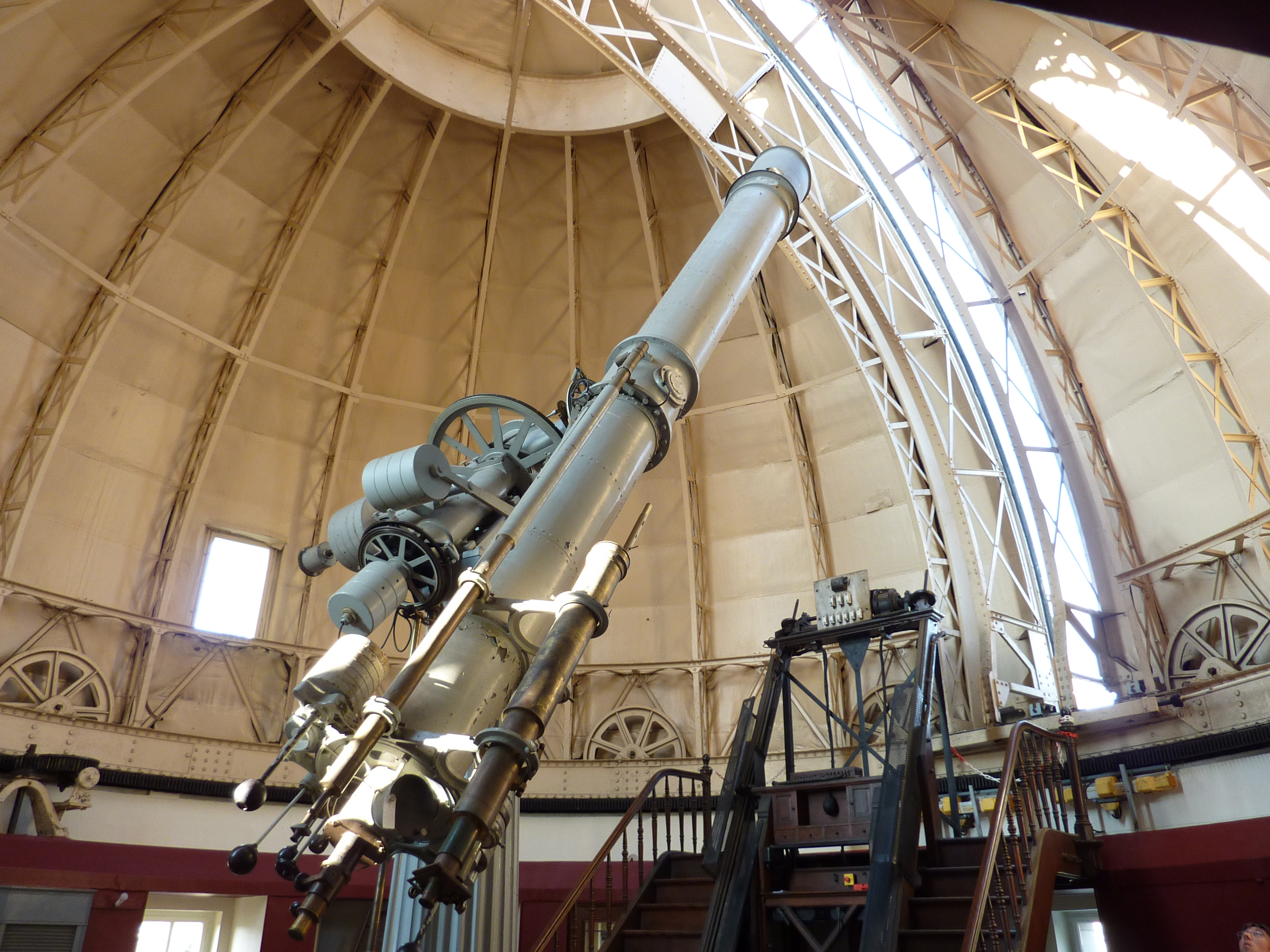
La lunette astronomique de l'observatoire astronomique de Strasbourg.

Le planétarium de Strasbourg est créé en 1981, par l'observatoire astronomique de Strasbourg et fait partie d'un site astronomique professionnel. Le but de planétarium est de faire découvrir l'observatoire au grand public et plus spécialement la grande coupole où se situe la troisième lunette astronomique de France ainsi que la Crypte aux étoiles, un lieu de découverte consacré à l'astronomie, où sont exposés de nombreux instruments scientifiques.

#### Les collections scientifiques
- Les collections d’anatomie normale,
- Les collections de botanique,
- La collection d’égyptologie[26],
- La collection d'instruments de science,
- Les collections de l'observatoire astronomique de Strasbourg,
- La collection d’objets ethnographiques,
- La collection de paléontologie – lithothèque,
- La gypsothèque[27].

## Organisation et administration

### Gouvernance

#### Fonctionnement
L'université de Strasbourg est un établissement public à caractère scientifique, culturel et professionnel (EPSCP), dirigé par un président élu à la majorité absolue des membres élus du conseil d'administration, à bulletins secrets. Son mandat correspond à celui du conseil d’administration et des autres conseils soit quatre ans, il est renouvelable une seule fois. Il est à la tête de la direction de l'université et est assisté dans l'exercice de ses fonctions du bureau (composé du président, des vice-présidents, du directeur général des services, du directeur de cabinet et de l’agent comptable) et du bureau élargi composé du bureau et des vice-présidents délégués,.
Les trois conseils centraux de l'université sont :
- Le conseil d'administration (CA) qui est l'organe délibératif de l'université, il est élu pour une durée de 4 ans comme tous les organes de l'université, ses compétences sont de définir la politique de l'université et de voter le budget. Chaque collège (enseignant-chercheur, BIATOSS et étudiants) élit ses représentants au sein du CA qui est composé de 36 membres, comme suit : 16 représentants des enseignants-chercheurs et personnels assimilés, 8 personnalités extérieures (elles sont choisies par le président de l'université sur avis du CA et ont uniquement un pouvoir consultatif), 6 représentants des étudiants, 6 représentants des BIATOSS (personnel de l'université) et le président de l’université[u 25].
- La commission de la recherche (CR), qui comprend 40 membres, comme suit : 20 professeurs ou HDR, 6 docteurs, 6 représentants des enseignants non chercheurs et du personnel BIATOSS, 4 représentants des doctorants (formation initiale et continue) et 4 personnalités extérieures. Elle est consultée par le CA sur l'orientation de la politique de recherche et le budget recherche.
- La commission de la formation et de la vie universitaire (CFVU), elle aussi composée de 40 membres comme suit : 16 enseignants chercheurs et enseignants, 16 étudiants, 4 représentants du personnel BIATOSS et 4 personnalités extérieures. De la même manière que la CR, elle est consultée par le CA sur les domaines suivants : orientations des enseignements, organisation des formations et sur les activités culturelles, sportives, sociales ou associatives offertes aux étudiants.

Réunies, les commissions de la recherche et de la formation et de la vie universitaire constituent le conseil académique.
Les autres organes légaux sont le comité social d'administration (CSA), la commission paritaire d'établissement (CPE) ainsi que les comités de sélection, la commission consultative paritaire à l’égard des personnels non titulaires (CCPANT) et le comité d'hygiène et de sécurité (CHS).
D'autres organes interviennent en appui, ils sont dits statutaires car inscrits dans les statuts de l'université. Ainsi l'université a choisi de créer un nouvel échelon dans son organisation, en mettant en place 8 collégiums fédérant chacun des composantes suivant les domaines de formation. L'université les définis comme un organe de coordination entre la Présidence et les composantes. Il (le collégium) donne ses avis sur les dossiers relatifs à l’offre de formation, aux programmes de recherche et aux moyens associés. Il anime et renforce le lien entre la formation et la recherche, et suscite l’émergence de formations et de thématiques innovantes fondées sur la complémentarité des disciplines. À ce titre, il veille au développement de programmes disciplinaires ou pluridisciplinaires avec d’autres collégiums.
Deux autres organes statutaires ont aussi été mis en place, le collège des écoles doctorales qui a pour mission principale d'animer et de coordonner les activités des écoles doctorales de l’université et d’en mutualiser les actions, ainsi que le congrès qui réunit le CA, les deux commissions du conseil académique et les représentants du personnel au CSA et peut être consulté chaque fois que le Président l’estime utile à son initiative ou à la demande de la moitié au moins de ses membres, il se réunit au moins une fois par à l’occasion de la présentation du rapport d’activité de la présidence, du débat d’orientations budgétaires et lors de la préparation du projet d’établissement.

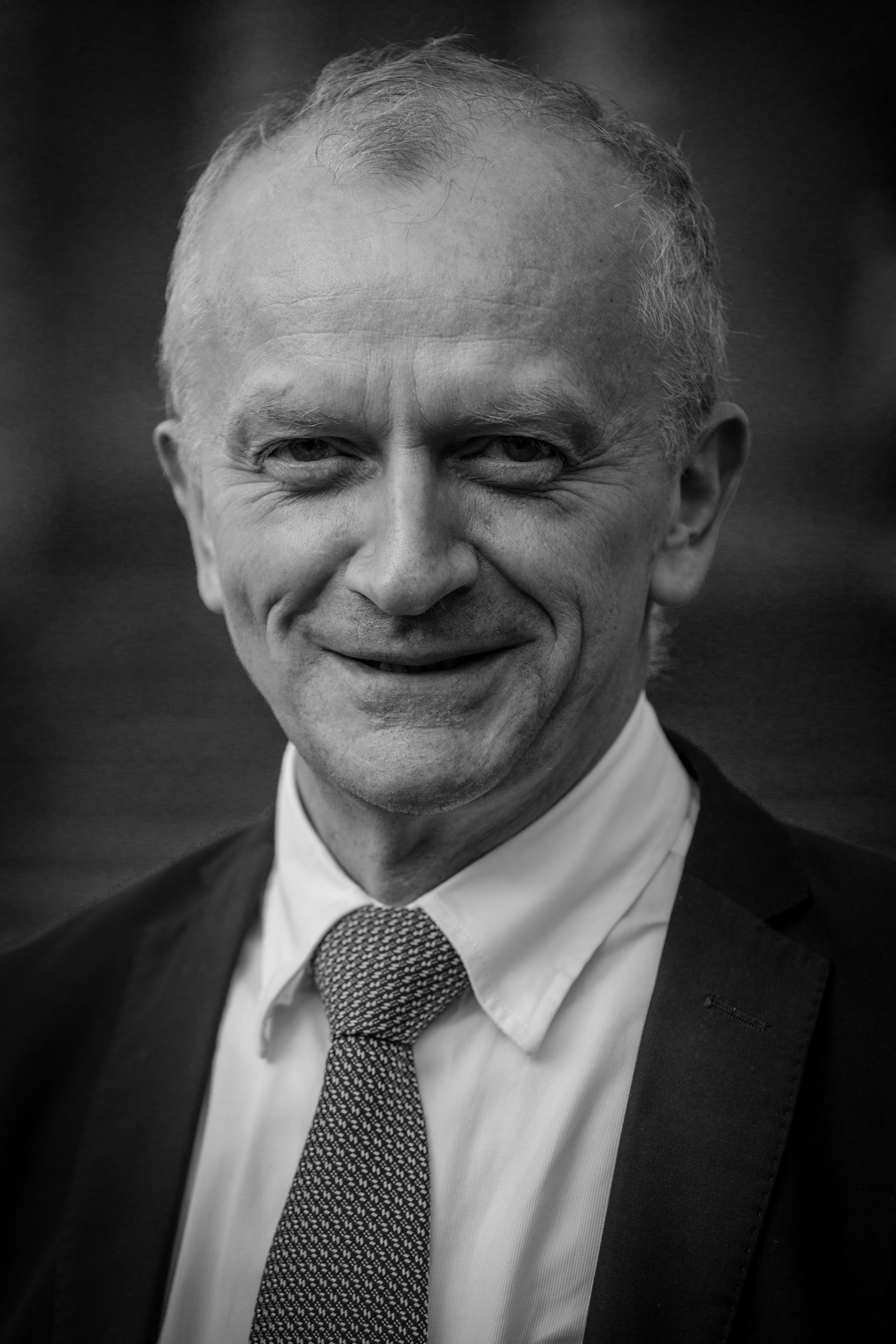
Michel Deneken, ancien président de l'université de Strasbourg (2016-2025)

#### Les présidents de l'université de Strasbourg
| Identité                        | Période          | Période           | Durée                     |
| Identité                        | Début            | Fin               | Durée                     |
| ------------------------------- | ---------------- | ----------------- | ------------------------- |
| Alain Beretz (né en 1954)       | 18 décembre 2008 | 16 septembre 2016 | 7 ans, 8 mois et 29 jours |
| Michel Deneken, (né en 1957)    | 13 décembre 2016 | 18 mars 2025      | 8 ans, 3 mois et 5 jours  |
| Frédérique Berrod (née en 1969) | 18 mars 2025     |                   |                           |

### Dotation
Le budget prévisionnel de l'université de Strasbourg est de 564 millions d'euros en 2021.

## Activités académiques

### Formation
L'université de Strasbourg couvre l’ensemble des principaux champs disciplinaires de l’enseignement supérieur et offre des formations (tous reconnu par l'Etat français) de niveau Bac +2 jusqu'au niveau du doctorat :
- Formations de niveau bac +2 à bac +3 :
  - 12 diplômes universitaire de technologie
  - 35 mentions de licence déclinées en 46 spécialités
  - 20 licences professionnelles déclinées en 33 spécialités

- Formations de niveau bac +5
  - 61 mentions de master déclinées en 165 spécialités
  - 5 diplômes d'ingénieur
  - 1 diplôme d'institut d’études politiques (IEP)
  - 1 master Grande École

- Formations de niveau doctorat :
  - 59 doctorats
  - et 3 doctorats d’exercice en médecine, chirurgie dentaire et pharmacie

De plus elle a accueilli 8 511 stagiaires en formation continue en 2009.
L'université de Strasbourg propose aussi des formations par apprentissage en partenariat avec le Centre de formation d'apprentis universitaire d'Alsace.

#### Facultés, écoles et instituts
L'université de Strasbourg comporte 35 composantes d'enseignements : unité de formation et de recherche, école de commerce, écoles d'ingénieurs, Institut d'études politiques, etc. qui sont réparties en cinq grands domaines de formation et neuf collégiums qui sont des organes statutaire mis en place par l'université, ils assurent la coordination entre la présidence de l'université et les composantes.

##### Domaine arts, lettres et langues
Le domaine arts, lettres, et langues compte 3 composantes:
- la faculté des arts (arts du spectacle, arts visuels et musique),
- la faculté des langues,
- la faculté des lettres,

##### Domaine droit, économie, gestion et sciences politiques et sociales
Le domaine domaine droit, économie, gestion et sciences politiques et sociales compte neuf composantes:

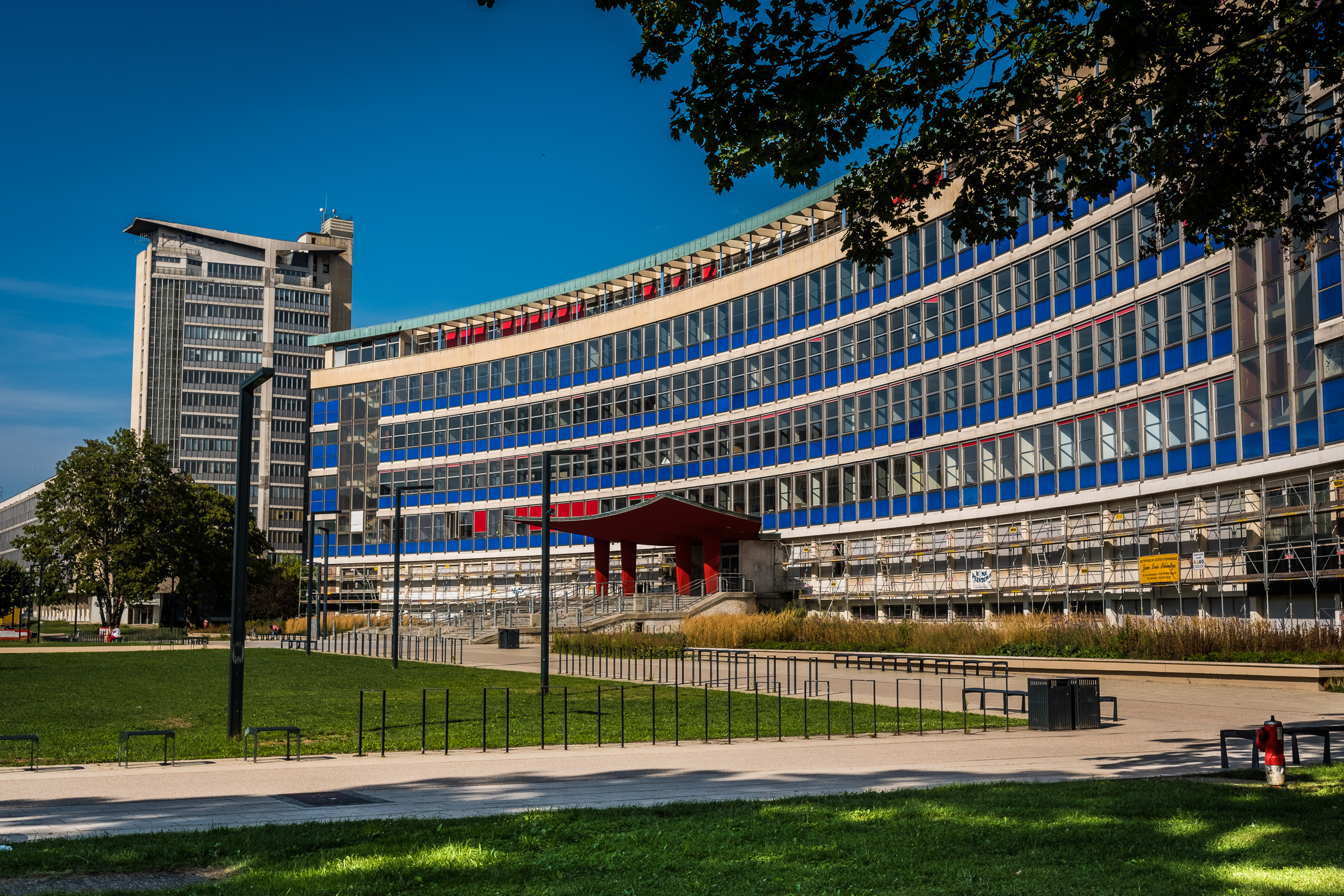
La faculté de droit de Strasbourg.

- le Centre d'études internationales de la propriété intellectuelle (CEIPI),
- le Centre universitaire d'enseignement du journalisme (CUEJ),
- EM Strasbourg Business School,
- la faculté des sciences économiques et de gestion (FSEG),
- la faculté de droit, sciences politiques et gestion,
- l’institut d'études politiques de Strasbourg (IEP),
- l’institut de préparation à l'administration générale (IPAG),
- l’institut du travail (IDT),
- Centre des hautes études européennes (CHEE), issu de la fusion en 2013 de l'IEP et de l'IHEE[32],

##### Domaine sciences humaines et sociales
Le domaine sciences humaines et sociales compte 10 composantes:
- la faculté de géographie et d’aménagement,
- la faculté de philosophie,
- la faculté de psychologie,
- la faculté de théologie catholique[n 4],
- la faculté de théologie protestante[n 4],
- la faculté des sciences de l'éducation (INSPE)
- la faculté des sciences du sport (STAPS),
- l’École supérieure du professorat et de l'éducation d'Alsace, intégrée à l'université le 1er janvier 2009[33], qui est devenue l'Institut national supérieur du professorat et de l'éducation (INSPE) à partir de la rentrée 2019,
- la faculté des sciences historiques,
- la faculté des sciences sociales.

##### Domaine sciences, technologies
Le domaine sciences, technologies compte 12 composantes:

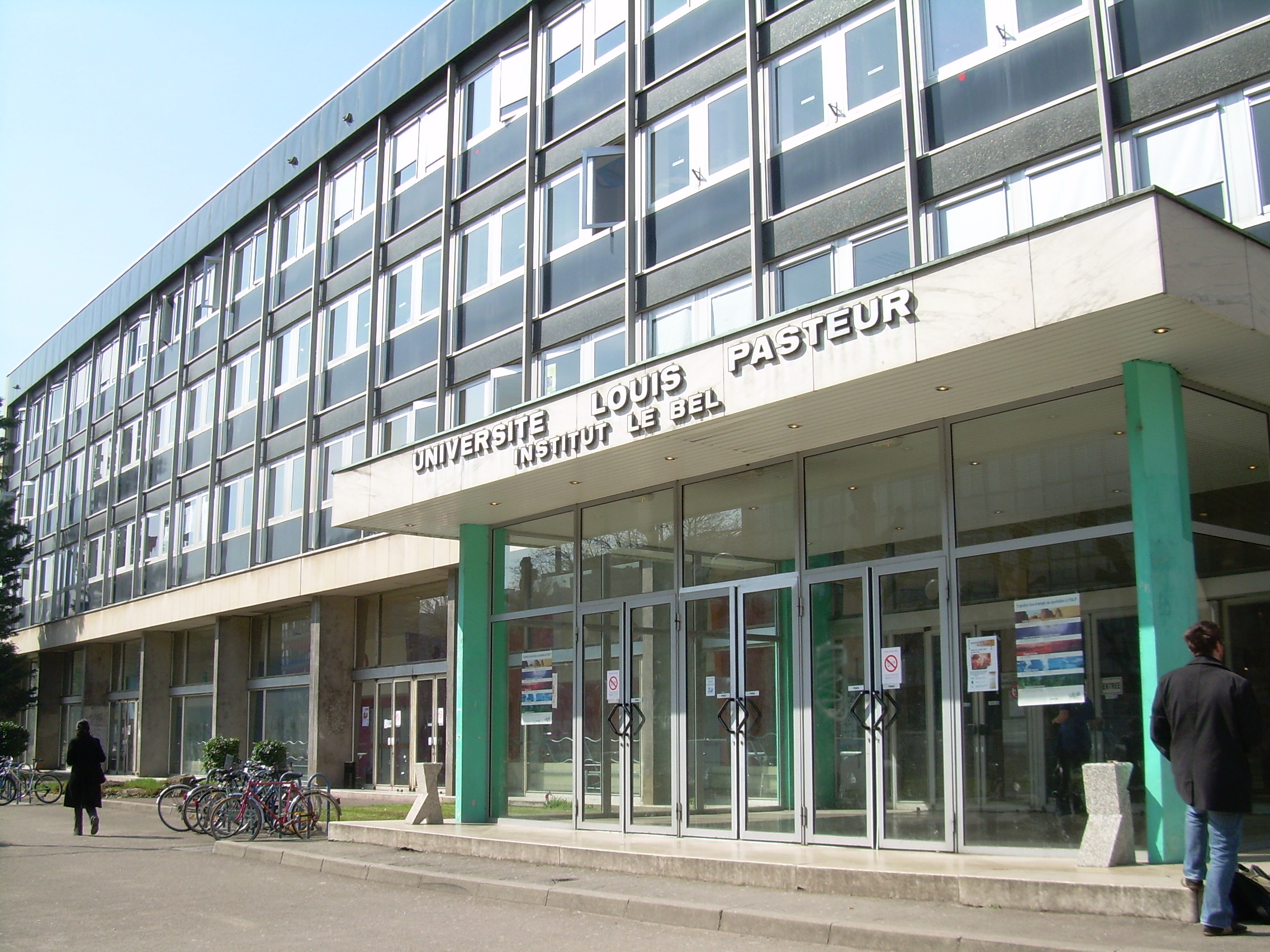
L'Institut Le-Bel.

- l’École européenne de chimie, polymères et matériaux (ECPM),
- Télécom physique Strasbourg (anciennement ENSPS),
- l'École et observatoire des sciences de la Terre (EOST),
- l’École supérieure de biotechnologie de Strasbourg (ESBS)
- la faculté de chimie,
- la faculté des sciences de la vie,
- l’Institut universitaire de technologie de Haguenau (IUT de Haguenau),
- l’Institut universitaire de technologie Louis Pasteur de Schiltigheim (IUT Louis-Pasteur),
- l’Institut universitaire de technologie Robert-Schuman (IUT Robert-Schuman),
- l’Observatoire astronomique de Strasbourg,
- l'UFR de mathématique et d'informatique,
- la faculté de physique et d'ingénierie,

##### Domaine santé
Le domaine santé compte 3 composantes
- la faculté de médecine,
- la faculté de chirurgie dentaire,
- la faculté de pharmacie

### Recherche

#### Les unités de recherche
L'université regroupe 1 391 enseignants-chercheurs, 1 661 personnes des établissements publics à caractère scientifique et technologique dont 635 chercheurs du CNRS, de l'INSERM et de l'INRA et 1 027 ingénieurs, techniciens, administratifs (ITA) dans ses unités de recherche, en 2012. Ceux-ci travaillent dans 76 unités de recherche couvrant l’ensemble des secteurs disciplinaires de l’enseignement supérieur dont 55 % sont associés à un établissement public à caractère scientifique et technologique (EPST) principalement le CNRS, l'INSERM, et l'INRA, ces unités de recherches sont réparties suivant quatre secteurs de recherche :
- secteur Droit, économie et gestion,
- secteur Lettres, sciences humaines et sociales,
- secteur Sciences et technologies,
- secteur Santé[u 32].

La fusion des universités a ainsi permis de créer une université multidisciplinaire couvrant tous les champs disciplinaires, qui étaient auparavant répartis suivant les domaines de prédilection des anciennes universités strasbourgeoises. Plusieurs de ces unités de recherche sont des pôles d'excellence dans leur domaine comme le droit européen, la biologie, les biotechnologies, les médicaments, la chimie, la physique des matériaux, les sciences de l'espace ou encore les sciences humaines et sociales au travers, notamment, des activités de la maison interuniversitaire des sciences de l’homme – Alsace (Misha).

#### La formation doctorale
L'université, qui a délivré 452 diplômes de doctorat en 2012, abrite 2 583 doctorants (dont 46 % d'étrangers) et comprend 10 écoles doctorales. Ces dernières sont réunies au sein d’un Collège des écoles doctorales, un organe statutaire de l'université qui a pour mission principale d'animer et de coordonner les activités des écoles doctorales de l’université et d’en mutualiser les actions. En outre, l'université de Strasbourg possède, depuis 1998 un Collège doctoral européen (CDE) abrité dans un bâtiment mêlant centre d'accueil, studios et salles de travail inauguré en 2008. Ce dernier accompagne les promotions de doctorants préparant une thèse en cotutelle ou en codirection entre l'université de Strasbourg et une institution (université ou centre de recherche) d'un pays autre que la France.

### Services centraux
L'université de Strasbourg possède plusieurs services centraux qui sont communs à toutes les composantes. Ceux-ci travaillent directement avec les composantes telles que le service commun de documentation qui gère les bibliothèques des différentes composantes, ou encore la fondation qui sert d'appui financier aux projets lancés par l'université et ses composantes.

#### Bibliothèques
Cette section ne s'appuie pas, ou pas assez, sur des sources secondaires ou tertiaires indépendantes du sujet. Le texte peut contenir des analyses inexactes ou inédites de sources primaires.
Pour l'améliorer, ajoutez-en, ou placez des modèles {{Source secondaire souhaitée}} ou {{Source secondaire nécessaire}} sur les passages mal sourcés. (février 2024)

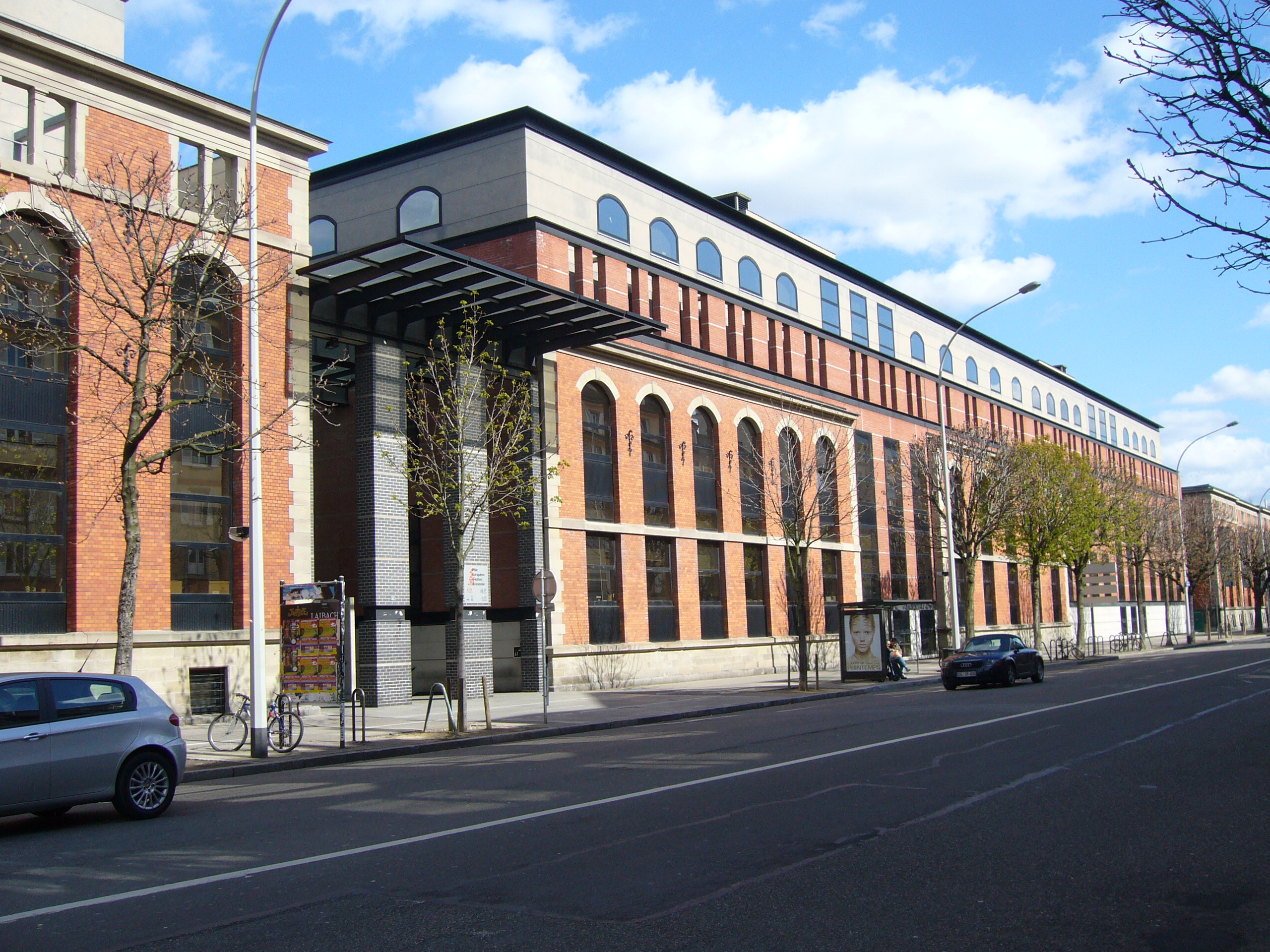
Pôle européen de gestion et d'économie abritant la bibliothèque du même nom, dépendant du service commun de documentation de l'université.

Les bibliothèques de l'université sont regroupées au sein du service commun de documentation (SCD). Sa mission principale est de gérer et mettre en œuvre la politique documentaire de l'université par l'acquisition de nouveaux documents, la gestion des collections existantes, tout en coordonnant les moyens correspondant à ces missions. Elle doit aussi communiquer sur ses actions (acquisitions, gestions des collections, etc.), celles de ses usagers (étudiants, enseignants-chercheurs, doctorants) produisant et diffusant de l'information scientifique et technique et participer, à l'intention de ceux-ci, aux activités d'animation culturelle, scientifique et technique de l'université. De plus elle a aussi pour mission de coopérer avec les bibliothèques (publiques ou privées) qui partagent les mêmes objectifs qu'elle, notamment par la participation à des catalogues collectifs et de former les usagers à la recherche documentaire et aux nouvelles techniques d'accès à l'information scientifique et technique,.
Outre ce réseau commun de documentation, l'Unistra entretient des liens étroits avec la bibliothèque nationale et universitaire de Strasbourg (BNU), étant à sa création la bibliothèque principale de l'université et qui depuis le 8 septembre 2010 lui est rattachée par décret no 2010-1069. La BNU est aujourd'hui la deuxième bibliothèque de France en nombre d'ouvrages et coopère étroitement avec le SCD de l'université, une de ses missions étant, entre autres, la valorisation des travaux menés à l'Unistra.
Depuis le début du mois de janvier 2017, la bibliothèque Blaise-Pascal, à Strasbourg, est en rénovation pour la construction d'un forum des savoirs qui comptera des espaces de travail numériques.
En 2018, le Service commun de la documentation (SCD) de l'université de Strasbourg change de dénomination et devient le Service des bibliothèques. Le Service commun de la documentation (SCD) de l'université de Strasbourg regroupe près de 165 personnes. Il gère directement 27 bibliothèques, dites intégrées et regroupe 41 bibliothèques gérées par les composantes, dites associées. L'ensemble de ces bibliothèques gère une collection dite papier de plus d'1,2 million d'ouvrages, de 231 000 mémoires et thèses, de 14 160 périodiques, de 50 000 cartes, de 7 300 partitions et de 12 000 documents multimédias (cédéroms, CD audio, cassettes vidéo, etc.). Et une collection électronique répartie sur trois domaines : Sciences et techniques comprenant 27 bases de données et 13 811 périodiques en ligne ; Sciences de l’Homme et de la société comprenant 37 bases de données et 2 401 périodiques électroniques ; Sciences juridiques, politiques et de gestion comprenant 30 bases de données et 11 075 périodiques en ligne.
Le SCD est présent sur les différents campus strasbourgeois, c’est l’un des premiers services fusionnés, issu des trois services de la documentation des trois anciennes universités. Le processus de fusion de ces services a débuté en 2006, avant l’université elle-même, dès le 1er janvier 2007, les trois universités créent un service interétablissements de coopération documentaire (SICD), (dans le cadre d’un projet commun du contrat quadriennal 2005-2008) qui au 1er janvier 2009 devient le service commun de la documentation de la nouvelle université regroupant donc les trois anciennes universités mais aussi l'École supérieure du professorat et de l'éducation d'Alsace, intégrée à l’université. Le SCD est organisé en trois départements thématiques : Lettres, sciences humaines et sociales, Sciences et techniques, Sciences juridiques, économiques et de gestion et trois départements transversaux : Services au public, Collections.
Le maillage des différentes bibliothèques privilégie la proximité avec les unités de formation, ceci permettant une spécialisation des collections suivant l'emplacement, le réseau offre ainsi plus de 4 500 places assises et de larges plages d'ouvertures, avec des bibliothèques ouvertes de 9 h à 22 h. Ces bibliothèques accueillent librement toute la communauté universitaire de Strasbourg (université et autres écoles supérieures), ainsi que les étudiants et enseignants des universités membres d'Eucor – Le Campus européen du personnel du CNRS, de l'INSERM, de l'INRA et des hôpitaux universitaires de Strasbourg, les usagers de la BNUS et les publics non universitaires, sous conditions.

#### Le jardin des sciences
L'université possède plusieurs musées universitaires et collections scientifiques qui témoignent de ses activités d’enseignement et de recherche regroupés au sein du jardin des sciences de l'université de Strasbourg. Ces composantes sont ouvertes et accessibles à tous les publics, elles participent à la mission diffusion de la connaissance que l'université a développée au cours de son histoire. Le jardin des sciences proposent de plus aux lycéens et collégiens, ainsi qu'aux plus jeunes, des ateliers pédagogiques conçut pour imager le programme scolaire (en parallèle des enseignements). Le but étant également d'apporter une réflexion à ses jeunes sur les enjeux du citoyens des sciences.

#### Le Centre de culture numérique (CCN)

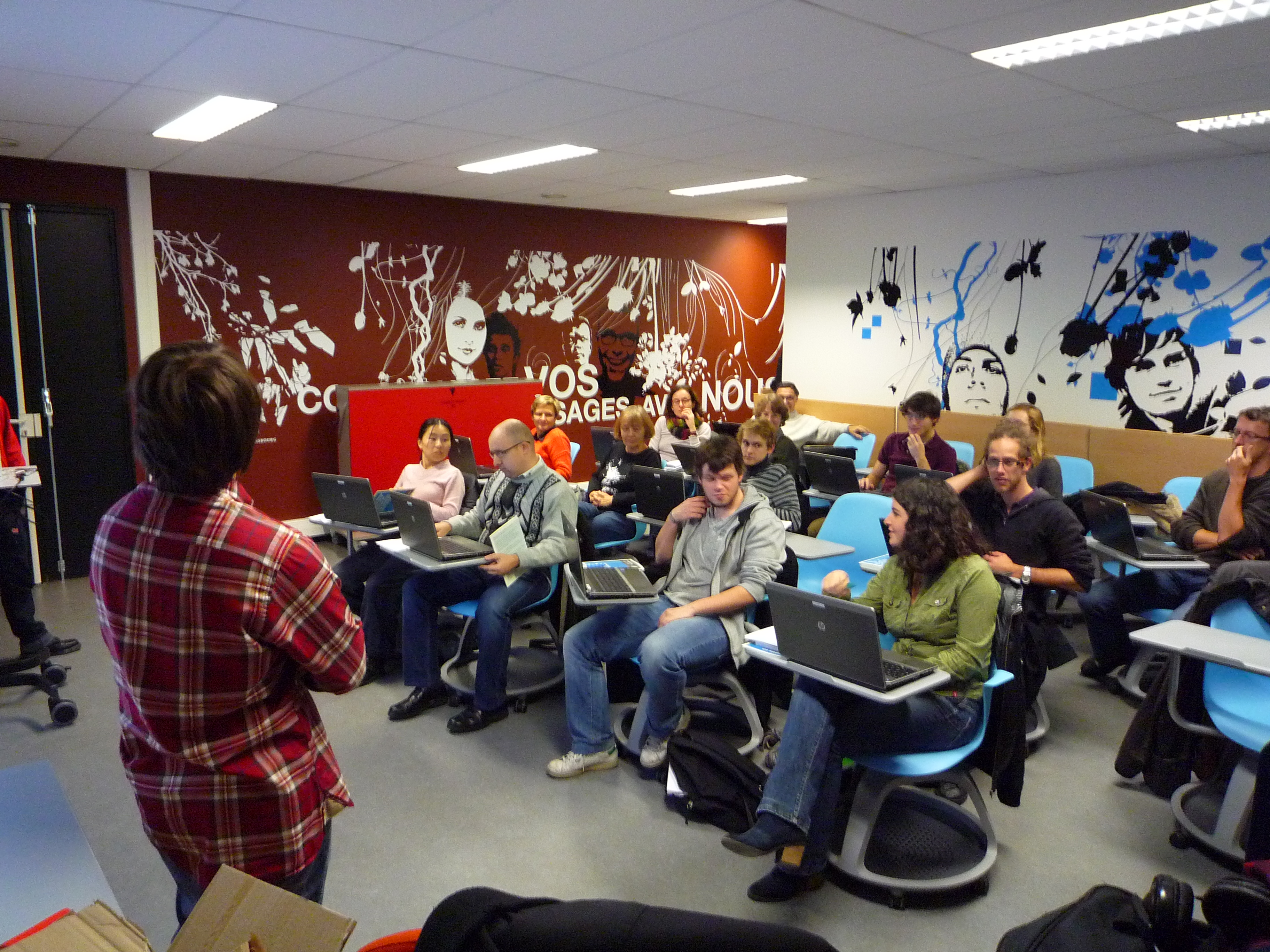
Atelier de découverte Wikipédia StrasWeb à l‘espace de formation du Centre de culture numérique.

Situé dans le bâtiment Atrium, le Centre de culture numérique (ou CCN) a été inauguré en mars 2012 par le président de l'université de Strasbourg. Il regroupe plusieurs espaces destinés à promouvoir l'usage du numérique. On compte notamment, un espace partagé de travail, un espace de formation ou encore des amphithéâtres, avec des évènements organisés régulièrement,.
L'espace de formation est utilisé afin de former les usagers de l'université mais aussi pour des ateliers organisés par les étudiants.

#### Les Presses universitaires de Strasbourg
Les Presses universitaires de Strasbourg (PUS) sont la plus ancienne maison d'édition universitaire française, créée en 1920 par des professeurs de l'université de Strasbourg. Autrefois constituée en association, dont les locaux se trouvaient au palais universitaire, elles constituaient, par convention, l'organe de publication propre de l'université mais aussi celles de l'université de Haute-Alsace,.
Cependant, les Presses universitaires de Strasbourg sont intégrées en tant que service de l'université de Strasbourg en 2022 et la marque « Presses universitaires de Strasbourg (PUS) » déposée à l'INPI. Le lien entre l'Association Presses universitaires de Strasbourg et les Presses universitaires de Strasbourg est depuis rompu.

#### La Fondation Université de Strasbourg

Ancien logotype de la fondation Université de Strasbourg.

L'université de Strasbourg s'est dotée dès sa création, comme le permet la loi relative aux libertés et responsabilités des universités d'une fondation : la Fondation Université de Strasbourg. C'est par un arrêté du 28 octobre 2008 que la rectrice de l’académie de Strasbourg a accordé l’autorisation administrative de création de la fondation.
Les universités ont la possibilité de choisir entre deux types de fondation, la fondation universitaire et la fondation partenariale. C'est ce dernier type qui a été choisi par l'université de Strasbourg, celle-ci ayant pour but de développer l'autonomie financière de l'université par la conduite et le soutien d'un certain nombre de projets. Ainsi 13 projets prioritaires ont été définis et sont particulièrement accompagnés par la fondation, ils s'orientent autour de quatre axes principaux :
- pérenniser l'excellence de la recherche,
- développer l'interdisciplinarité,
- ouvrir l'université de Strasbourg,
- valoriser le patrimoine culturel[u 41].

Ces projets sont financés en grande partie par des dons qui permettent aux particuliers et aux entreprises d'être acteur du développement de l'université mais aussi de réduire leur imposition. C'est dans le but de mieux coordonner les donations que la fondation, associée à la fondation pour la Recherche en Chimie, lance le 1er octobre 2010 une campagne de levée de fonds, sous le patronage de Jean-Claude Juncker, président de l'Eurogroupe et Premier ministre du Luxembourg et d’Henri Lachmann, président du conseil de surveillance de Schneider Electric. Elle espère ainsi récolter 20 millions d’euros en cinq ans.

### Vie étudiante

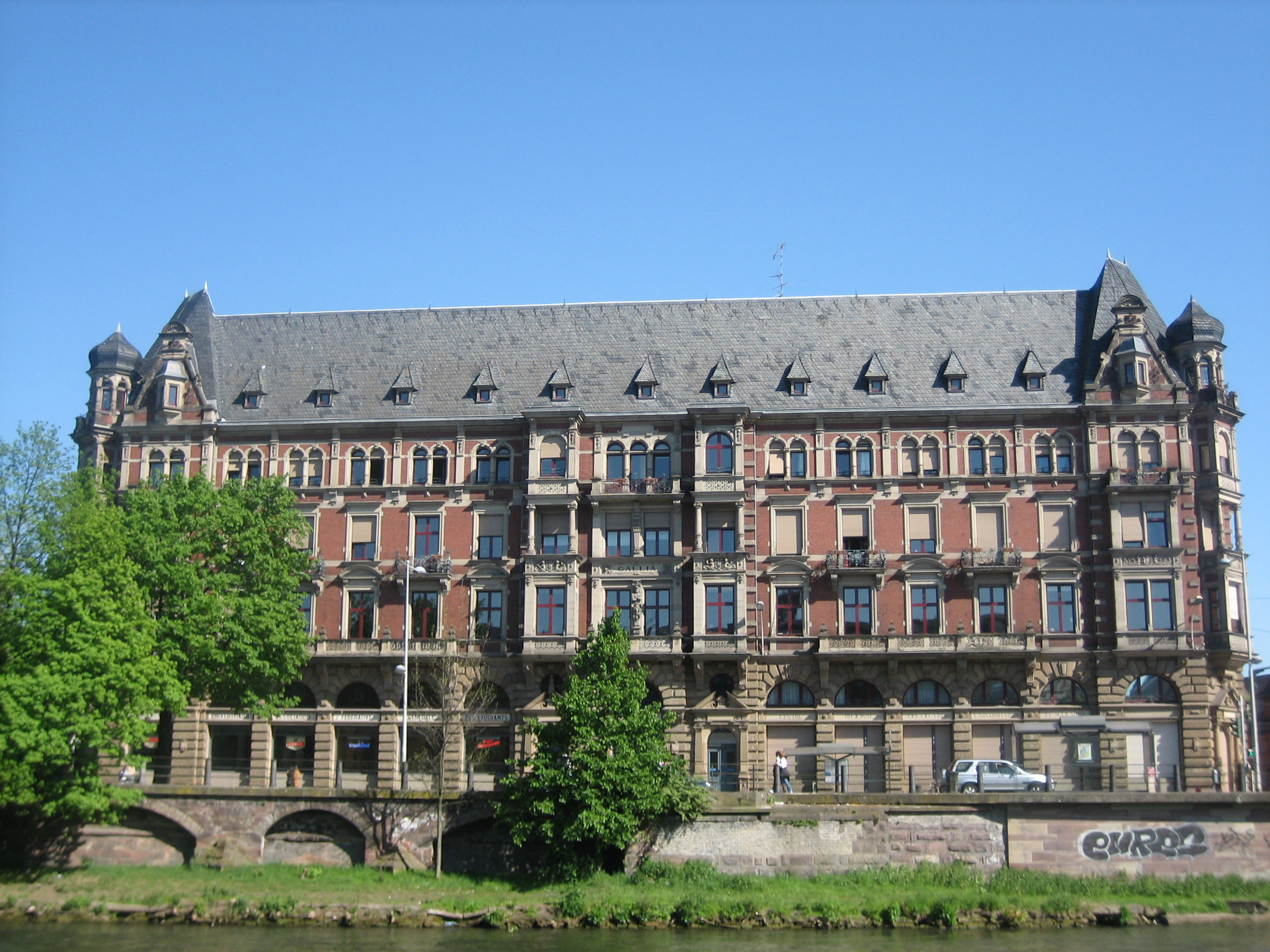
La Gallia qui accueille le centre régional des œuvres universitaires et scolaires, ainsi que l'association fédérative générale des étudiants de Strasbourg.

#### Le service de la vie universitaire (SVU)
L'université possède un service de la vie universitaire (SVU) est né de la fusion de plusieurs services d'accueil étudiants et de promotions et de développement de la vie étudiante issus des anciennes universités. Il participe à l'animation des campus strasbourgeois en partenariat avec d'autres services universitaires, des associations et plus globalement toute la communauté universitaire.

#### Vie associative
L'université compte près de 141 associations étudiantes parmi lesquelles on trouve des associations de filière, des syndicats étudiants ou encore des associations de projet.
Les étudiants de l'université sont actifs quotidiennement à travers divers projets comme le récent projet écologique dont le thème est: « Et vous, c’est quoi votre petit geste en faveur de l’environnement » ?

#### Évolution démographique
Le graphique qui aurait dû être présenté ici ne peut pas être affiché car il utilise l'ancienne extension Graph, désactivée pour des questions de sécurité. Des indications pour créer un nouveau graphique avec la nouvelle extension Chart sont disponibles ici.

| 1872 | 1877 | 1913  | 1919  | 1920  | 1921  | 1922  | 1923  |
| ---- | ---- | ----- | ----- | ----- | ----- | ----- | ----- |
| 213  | 707  | 2 037 | 1 510 | 2 415 | 2 488 | 2 819 | 2 813 |

| 1924  | 1925  | 1928  | 1929  | 1930  | 1931  | 1932  | 1933  |
| ----- | ----- | ----- | ----- | ----- | ----- | ----- | ----- |
| 2 729 | 2 748 | 2 876 | 3 019 | 2 979 | 3 627 | 3 465 | 3 249 |

| 1934  | 1935  | 1956  | 1966   | 2008   | 2009   | 2010   | 2011   |
| ----- | ----- | ----- | ------ | ------ | ------ | ------ | ------ |
| 3 097 | 2 706 | 5 440 | 16 221 | 41 150 | 42 243 | 42 441 | 43 076 |

| 2012   | 2013   | 2014   | 2015   | 2016   | 2017   | 2018   | 2019   |
| ------ | ------ | ------ | ------ | ------ | ------ | ------ | ------ |
| 43 936 | 44 959 | 46 430 | 47 935 | 50 140 | 50 847 | 51 807 | 52 699 |

| 2020   | 2021   | 2022   | - | - | - | - | - |
| ------ | ------ | ------ | - | - | - | - | - |
| 53 018 | 53 420 | 52 421 | - | - | - | - | - |

### Relations internationales

#### Mobilité étudiante
Cette section ne s'appuie pas, ou pas assez, sur des sources secondaires ou tertiaires indépendantes du sujet. Le texte peut contenir des analyses inexactes ou inédites de sources primaires.
Pour l'améliorer, ajoutez-en, ou placez des modèles {{Source secondaire souhaitée}} ou {{Source secondaire nécessaire}} sur les passages mal sourcés. (février 2024)
L'université de Strasbourg accueille des étudiants étrangers et a fait de la mobilité l'une de ses priorités, l’inscrivant dans son projet d’établissement 2009/2012. Elle dispose pour cela une Direction des relations Internationales placée sous la responsabilité politique d’une vice-présidence Relations internationales.
Membre de réseaux universitaires, l'Unistra a conclu des accords avec de nombreuses universités, sur les cinq continents. Elle comptabilise actuellement[Quand ?] 1 313 accords d'échange avec 563 établissements partenaires dans 61 pays lui permettant de proposer des programmes pour ses étudiants et doctorants.

##### Programmes pour les étudiants de l'université
Comme toutes les universités européennes, les étudiants strasbourgeois ont la possibilité d’effectuer une partie de leurs études dans une université européenne (faisant partie des 30 pays de l'Espace économique européen auxquels participent le Suisse et la Turquie) grâce au programme ERASMUS, qui permet d’obtenir des aides, financières et administratives.
Des échanges d'étudiants, de doctorants et d'enseignants-chercheurs sont aussi prévues dans le cadre de l'université du Rhin supérieur, du d'Utrecht et de la ligue européenne des universités de recherche dont l'université est membre.
Hors Europe, elle est membre de plusieurs programmes, les principaux sont : en Australie le programme AEN Network, regroupant 7 universités ; aux États-Unis, le programme MAUI Network, regroupant 14 universités ; au Canada le programme CREPUQ, regroupant 10 universités ; au Japon où elle est membre de programmes avec 7 universités, dont l'université de Tokyo, de Tohoku, d'Ōsaka, de Nagoya, de Kyūshū, de Kyōto et d'Hokkaido.

##### Accueil des étudiants étrangers
L'université accueille des étudiants étrangers dans le cadre, d'ERASMUS, de conventions d'échanges mais aussi hors convention d'échanges. Elle propose aux étudiants étrangers des formations de Français langue étrangère (FLE) pour améliorer leur niveau en langue française, avec notamment un stage intensif de pré-rentrée et dispose de formations entièrement dispensés en langue anglaise.

## Coopérations

### Établissements associés et contrat de site
Un contrat de site regroupant les établissements d'enseignement supérieur alsaciens depuis 2013. Il a pour but de réunir autour de l'université strasbourgeoise plusieurs établissements de la région que sont la Bibliothèque nationale et universitaire de Strasbourg, l'INSA de Strasbourg et l'université de Haute-Alsace.
Deux établissements sont rattachés à l'université, l'École nationale du génie de l'eau et de l'environnement de Strasbourg qui était rattachée depuis 2007 à l'université Louis-Pasteur et l'École nationale supérieure d'architecture de Strasbourg qui appartient au réseau des vingt écoles nationales supérieures d’architecture du ministère de la Culture et de la Communication. Cette dernière cohabilite plusieurs diplômes avec l'université ainsi que l'INSA de Strasbourg et fait partie avec d'autres écoles de l'université, du réseau Alsace Tech.

#### La bibliothèque nationale et universitaire de Strasbourg

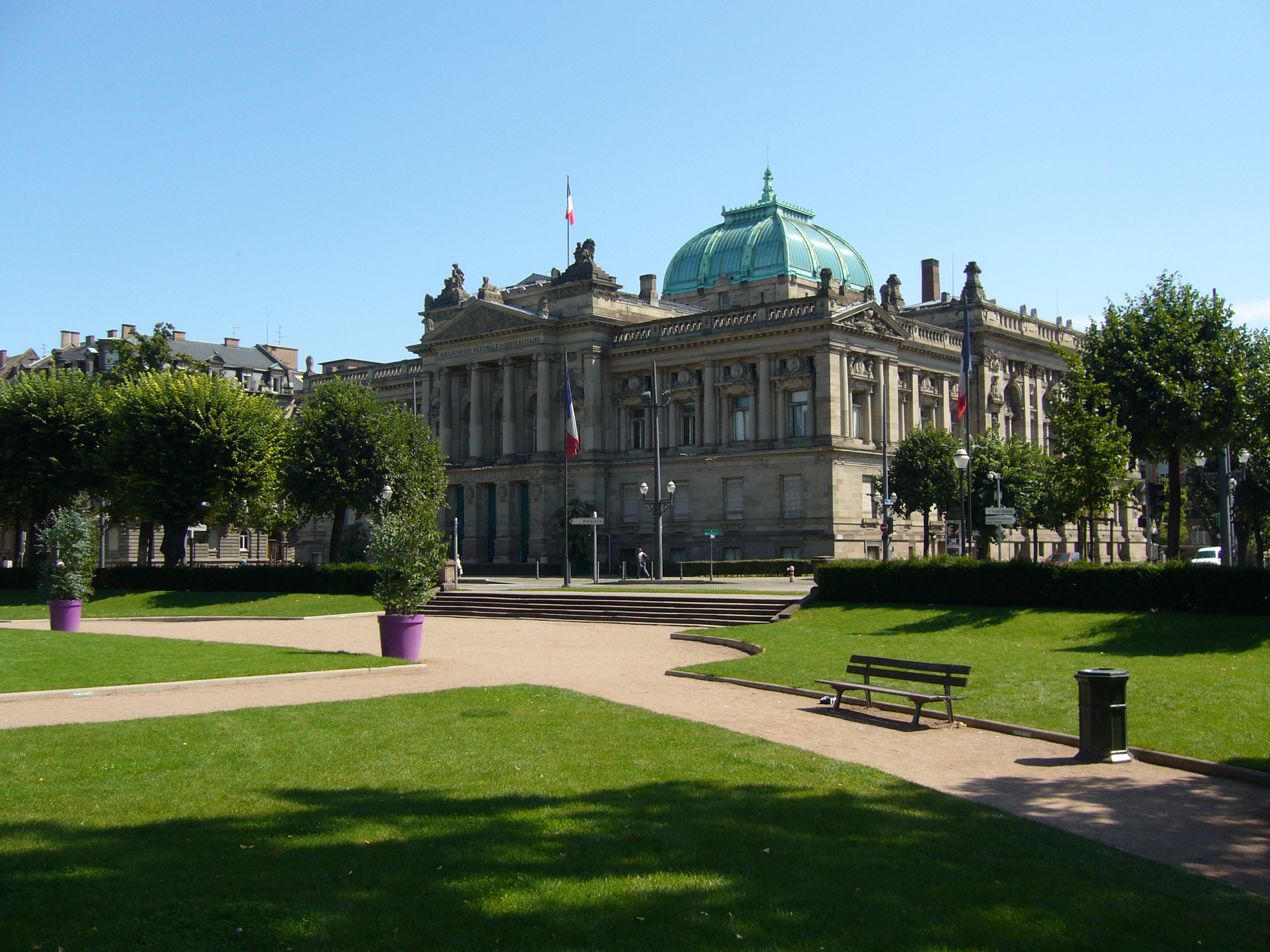
Bibliothèque nationale et universitaire de Strasbourg, place de la République.

La Bibliothèque nationale et universitaire de Strasbourg est créée après l'annexion de l'Alsace-Lorraine par l'Allemagne sous le nom de Kaiserliche Universitäts und Landesbibliothek zu Strassburg. Elle était donc dès sa création la principale bibliothèque de la nouvelle université allemande et est rattachée à l'université de Strasbourg par décret. Ce décret précise que le conseil d'administration de la bibliothèque est composé de 29 membres, du président de l'université en tant que membre de droit et de six membres désignés par le conseil d'administration de l'université dont quatre faisant partie du collège des enseignants-chercheurs et des chercheurs et deux autres étant issus du collèges des étudiants

### Partenariats internationaux

Logo d'Eucor – Le Campus européen.

L'université de Strasbourg est membre de plusieurs réseaux européen axés sur la recherche, l'échange d'étudiants ou encore la mise en place de diplômes communs. On peut ainsi citer quatre réseaux principaux qui sont :
- Eucor – Le Campus européen, créé en 1989 à l'initiative de l'Université de Bâle, qui regroupe les universités de la région du Rhin Supérieur que sont l'Institut de technologie de Karlsruhe, l'Université de Bâle, l'université de Fribourg-en-Brisgau, l'université de Haute-Alsace et l'université de Strasbourg, ces universités possédant de nombreux liens de par leur histoire et leur proximité géographique,
- la ligue européenne des universités de recherche (LERU) qui regroupe vingt-deux des universités les plus renommées en Europe et dont elle est un des membres fondateurs[u 4],
- le réseau EUniverCities, visant à promouvoir les échanges entre universités de villes moyennes, pour favoriser la visibilité de l'université comme lieu de savoirs et d'innovation dans la cité,
- et le réseau d'Utrecht qui est un groupement de coopérations inter-universitaires en Europe favorisant entre autres l'échange étudiant, les diplômes conjoints et la coopération de recherche.

## Personnalités liées à l'université
Les personnalités sont classées par année de naissance.

### Enseignants et chercheurs
- Hugues Babet (1474-1556), helléniste, philologue, et poète
- Jean Sturm (1505-1589), fondateur du Gymnase qui deviendra l'université de Strasbourg[u 49].
- Frédéric De Baer (1719-1797), théologien et historien, chapelain de la chapelle suédoise de Paris.
- Thomas Lauth (1758-1826), médecin, botaniste et professeur d'anatomie (fondateur du Musée d'anatomie de la faculté de médecine de Strasbourg).
- Jean Lobstein (1777-1835), chirurgien et pathologiste français, est associé au syndrome de Lobstein ou maladie des os de verre.
- Charles-Emmanuel Sédillot (1804-1884), chirurgien, précurseur de l'asepsie, « inventeur » du mot microbe en 1878[41].
- Wilhelm Philipp Schimper (1808-1880), géologue, fondateur de la bryologie en Europe occidentale.
- Louis Pasteur (1822-1895), savant français pionnier de la microbiologie, on lui doit entre autres le vaccin contre la rage[u 49].
- Eugène Koeberlé (1828-1915), chirurgien français, pionnier de la chirurgie abdominale et promoteur de l’asepsie[42].
- Heinrich Anton de Bary (1831-1888), chirurgien, botaniste (spécialiste en mycologie) et microbiologiste allemand[43].
- Eugène Boeckel (1831-1900), chirurgien et anatomiste[44].
- Friedrich Goltz (1834-1902), physiologiste allemand.
- Adolf von Baeyer (1835-1917), chimiste allemand, prix Nobel de chimie en 1905[45].
- Adolf Michaelis (1835-1910), archéologue allemand et premier titulaire de la chaire d'archéologie classique.
- Heinrich Wilhelm Waldeyer (1836-1921), anatomiste allemand[46].
- Wilhelm Röntgen (1845-1923), physicien, prix Nobel de physique en 1901[47].
- Karl Ferdinand Braun (1850-1918), professeur de physique, prix Nobel de physique en 1909[u 49].
- Paul Lobstein (1850-1922), professeur de théologie protestante, doyen de la faculté de théologie.
- Ernst Julius Richard Ewald (1855-1921), physiologiste allemand.
- Ernest Esclangon (1876-1953), astronome, mathématicien, acousticien, inventeur de l'horloge parlante.
- Jean Alexandre Barré (1880-1967), neurologue français[48].
- Hermann Staudinger (1881-1965), chimiste allemand, prix Nobel de chimie en 1953[49].
- Richard von Mises (1883-1953), pionnier de la théorie moderne de la résistance des matériaux[50].
- Marc Bloch (1886-1944), historien et membre de la Résistance, cofondateur de la Revue des annales[u 49].
- Camille Léopold Simonin (1891-1961), professeur à la faculté de médecine. Directeur de l'Institut de médecine légale et de médecine sociale en 1955.
- Max Aron (1892-1974) médecin et histologiste, codécouvreur de la thyréostimuline en 1929.
- Jean Cavaillès (1903-1944), philosophe, résistant.
- Paul Ricœur (1913–2005), philosophe français.
- Jean Leclant (1920-2011), orientaliste et égyptologue français.
- René Thom (1923-2002), mathématicien, fondateur de la théorie des catastrophes, médaille Fields en 1958[51].

### Étudiants puis enseignants
- Johann Henrich Ursinus (1608-1667), théologien luthérien allemand[52].
- Charles Louis Alphonse Laveran (1845- 1922), pionnier de la médecine tropicale, prix Nobel de physiologie ou médecine en 1907[u 49].
- Hermann Emil Fischer (1851-1919), chimiste allemand, prix Nobel de chimie en 1902[53].
- Emil Rudolph (1853-1915), sismologue et volcanologue allemand, professeur de géophysique[54].
- Otto Loewi (1873-1961), médecin allemand, prix Nobel de physiologie ou médecine en 1936[55].
- Albert Schweitzer (1875-1965), théologien, philosophe et médecin, allemand et français, prix Nobel de la paix en 1952[u 49].
- Louis Néel (1904-2000), physicien, prix Nobel de physique en 1970[56].
- Pierre Chambon (né en 1931), biochimiste et généticien, membre de l'Académie des sciences, du Collège de France et élu à la National Academy of Sciences (États-Unis), il est le fondateur de l'Institut de génétique et de biologie moléculaire et cellulaire[u 49].
- Jean-Marie Lehn (né en 1939), chimiste, spécialiste de la chimie supramoléculaire, prix Nobel de chimie en 1987[u 49].
- Jules Hoffmann (né en 1941), biologiste, prix Nobel de physiologie ou médecine 2011[u 49].
- Moncef Marzouki (né en 1945), étudiant puis médecin au sein des hôpitaux universitaires de Strasbourg, président de la République tunisienne entre 2011 et 2014[57].
- Jacques Marescaux (né en 1948), médecin, fondateur de l'institut de recherche contre les cancers de l'appareil digestif[58].

### Étudiants
- Johann Wolfgang von Goethe (1749-1832), poète, romancier, dramaturge et scientifique allemand[u 49].
- Napoléon Ier, (1769-1821), Premier consul de la République puis Empereur des Français [o 48].
- Klemens Wenzel von Metternich (1773-1859), diplomate et un homme politique autrichien[59],[o 48].
- Eduard Sonnenburg (1848-1915), médecin et chirurgien allemand.
- Albrecht Kossel (1853-1927), médecin allemand, prix Nobel de physiologie ou médecine en 1910[60].
- Paul Ehrlich (1854-1915), médecin allemand, prix Nobel de physiologie ou médecine en 1908[61].
- Else Gütschow (1865-1908), historienne de l'Art et première femme à avoir soutenu une thèse dans cette université.
- Pieter Zeeman (1865-1943), physicien néerlandais, prix Nobel de physique en 1902[62].
- Meryem Sellami, sociologue, anthropologue et romancière tunisienne[63],[64].
- Max von Laue (1879-1960), physicien allemand, prix Nobel de physique en 1914[65].
- Otto Fritz Meyerhof (1884-1951), médecin germano-américain prix Nobel de physiologie ou médecine en 1922[66].
- Robert Schuman (1886-1963), président du conseil et ministre des Affaires étrangères français, père de la construction européenne[u 49].
- Auguste-Guillaume de Prusse (1887-1949), prince de la maison de Hohenzollern
- Emmanuel Levinas (1906-1995), philosophe français originaire de Kaunas (ville à sa naissance dans l'Empire russe, aujourd'hui en Lituanie)[67].
- Jean Mairey (1907-1982), résistant et haut fonctionnaire français.
- André Elbogen (1922-1944), résistant fusillé, époux de Madeleine Elbogen.
- Madeleine Elbogen (1922-1944), arrêtée lors de la Rafle du 25 novembre 1943, déportée et assassinée à Auschwitz, épouse d'André Elbogen.
- Alberto Fujimori (1938-2024), homme politique péruvien et ancien Président du Pérou[68].
- Colette Sénami Agossou Houeto (née en 1939), poète et ministre béninoise.
- Arsène Wenger (né en 1949), entraineur du club anglais Arsenal FC[69].
- Ricardo Ehrlich (né en 1948), ministre uruguayen de l'éducation et de la culture depuis 2010.
- Catherine Trautmann (née en 1951) femme politique française, ancienne ministre.
- Jean-Claude Juncker (né en 1954), homme politique luxembourgeois, Premier ministre du Luxembourg (1995-2013) et président de la Commission européenne (2014-2019)[u 49].
- Igli Totozani (né en 1973), Défenseur du Peuple d’Albanie (ombudsman)[70].
- Camille Cornand (née en 1978), lauréate de la médaille de bronze du CNRS en économie en 2011
- Dominique Riehl (1910-1995), psychologue et directrice d'établissement d'éducation surveillée
- Benjamin Lincoln Robinson (1864-1935), botaniste américain, conservateur du Gray Herbarium à l'université Harvard

### Prix Nobel
- Karl Ferdinand Braun
- Paul Ehrlich
- Hermann Emil Fischer
- Jules Hoffmann
- Albrecht Kossel
- Martin Karplus
- Max von Laue
- Charles Louis Alphonse Laveran
- Jean-Marie Lehn
- Otto Loewi
- Otto Fritz Meyerhof
- Louis Néel
- Wilhelm Röntgen
- Albert Schweitzer
- Hermann Staudinger
- Adolf von Baeyer
- Pieter Zeeman
- Jean-Pierre Sauvage

### Prix Kavli
- Thomas Ebbesen

### Docteurshonoris causa
De nombreuses personnalités, universitaires, politiques ou tout simplement d'anciens étudiants de l'université ont reçu le titre de docteur honoris causa de la part de l'université de Strasbourg (sous ses différents formes). Sont indiquées ci-dessous les fonctions occupées par celles-ci au moment de la réception du titre de docteur.
| Date      | Personnalité            | Titre                           | Affiliation                                      |
| --------- | ----------------------- | ------------------------------- | ------------------------------------------------ |
| 1922-1923 | William Maddock Bayliss | professeur                      | University College de Londres                    |
| 1922-1923 | Emest Henry Starling    | professeur                      | University College de Londres                    |
| 1922-1923 | John Newport Langley    | professeur                      | université de Cambridge                          |
| 1922-1923 | Simon Flexner           | membre                          | Institut Rockefeller                             |
| 1922-1923 | Jacques Loeb            | membre                          | Institut Rockefeller                             |
| 1922-1923 | William H. Welch        | directeur                       | École d'hygiène et de santé publique à Baltimore |
| 1922-1923 | Jules Bordet            | professeur                      | université de Bruxelles                          |
| 1922-1923 | Edward Ehlers           | professeur                      | université de Copenhague                         |
| 1922-1923 | Edvard Perroncito       | professeur                      | université de Turin                              |
| 1922-1923 | Santiago Ramón y Cajal  | professeur                      | université de Madrid                             |
| 1922-1923 | Eugênio de Castro       | doyen de la Faculté des lettres | université de Coimbra                            |

- En 1932 :
  - Albert Ier de Belgique, roi des Belges[o 50].
- En 1936 :
  - Giulio Bertoni, académicien italien, professeur de philologie romane à l'université de Rome,
  - Albert Bessemans, professeur d'hygiène et de bactériologie à la faculté de médecine de Gand, prorecteur de l'université de Gand[o 51].
- En 1964
  - Léopold Sédar Senghor, président de la république du Sénégal.
- En 1970 : 
  - Bernard Gagnebin, homme de lettres, historien et universitaire suisse[o 52]
- En 1987
  - Norbert Elias, sociologue, promu au grade de docteur honoris causa en 1987, discours de laudatio pour Norbert Elias par Christian de Montlibert, université des lettres et sciences humaines de Strasbourg, 1988.
- En 1996
  - Charles Tilly, historien, sociologue, promu au grade de docteur honoris causa en 1996, discours de laudatio pour Charles Tilly par Christian de Montlibert, université des lettres et sciences humaines de Strasbourg
- En 2006 : 
  - David Lewin, théoricien de la musique et compositeur américain, professeur à l'université Harvard (remise à titre posthume).
- En 2007 : 
  - Jean-Claude Juncker, Premier ministre du Luxembourg[i 14].
- En 2013[71] : 
  - Carlo Ginzburg, historien et historien de l’art italien contemporain, éminent représentant de la microhistoire.
  - Jafar Panahi, cinéaste de la Nouvelle Vague iranienne.
  - Vaira Vīķe-Freiberga, présidente de Lettonie de 1999 à 2007.

## Scientométrie
L'université de Strasbourg a été classée entre la 101e et 150e place mondiale au classement effectué par l'université Jiao-tong (Shanghai) en 2009 et 2010.
Selon ce classement, elle est classée, en 2010 à la 4-5e place des universités françaises à égalité avec l'université Paris-Diderot, étant ainsi la première université française de province. Elle est particulièrement bien classée dans le domaine de la chimie où elle est située à la 14e mondiale (1re université française dans ce domaine), mais aussi dans celui des mathématiques à la 77-100e place.
En 2014, le classement de Shanghai la situe à la 95e place des meilleures universités mondiales.

## Pour approfondir